# Lijst van meren in Duitsland

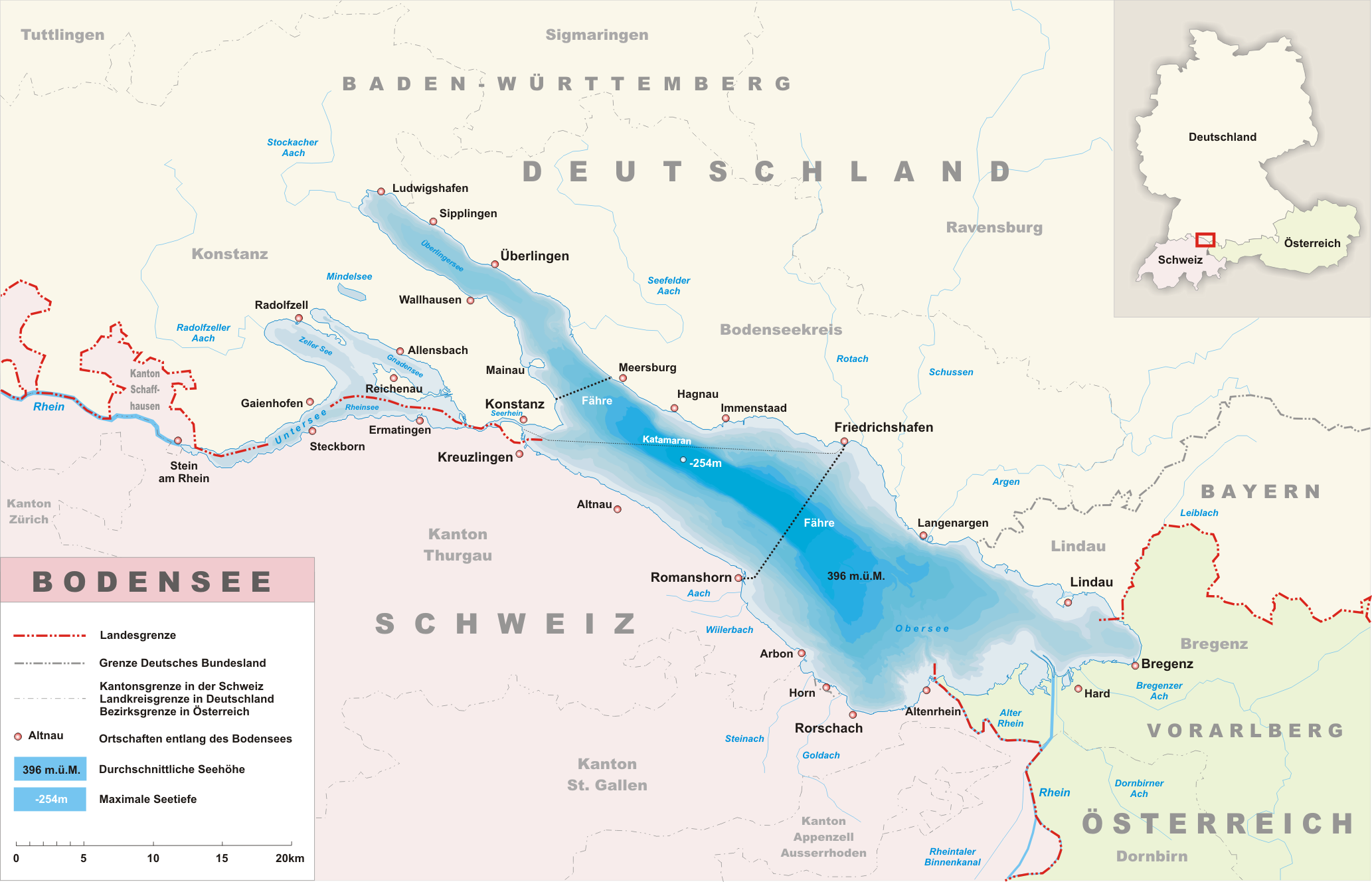
Het Bodenmeer, op de grens van Duitsland, Zwitserland en Oostenrijk

Hieronder volgt een overzicht van meren in Duitsland.
| Rang | Meer              | Deelstaat                                              | Oppervlakte |
| ---- | ----------------- | ------------------------------------------------------ | ----------- |
| 1.   | Bodenmeer         | Baden-Württemberg / Beieren / Zwitserland / Oostenrijk | 536 km² 1)  |
| 2.   | Müritz            | Mecklenburg-Voor-Pommeren                              | 117 km²     |
| 3.   | Chiemsee          | Beieren                                                | 80 km²      |
| 4.   | Schweriner See    | Mecklenburg-Voor-Pommeren                              | 61,54 km²   |
| 5.   | Starnberger See   | Beieren                                                | 56 km²      |
| 6.   | Ammersee          | Beieren                                                | 46,6 km²    |
| 7.   | Plauer See        | Mecklenburg-Voor-Pommeren                              | 38,7 km²    |
| 8.   | Kummerower See    | Mecklenburg-Voor-Pommeren                              | 32 km²      |
| 9.   | Steinhuder Meer   | Nedersaksen                                            | 29,12 km²   |
| 10.  | Großer Plöner See | Sleeswijk-Holstein                                     | 29 km²      |

1) Totaaloppervlakte. (Duits deel: 305 km²)

## Alfabetisch

### A
| Naam                  | Stad/gemeente/district       | Deelstaat                 | Oppervlakte in km² |
| --------------------- | ---------------------------- | ------------------------- | ------------------ |
| Aalsee                | Alt Schwerin                 | Mecklenburg-Voor-Pommeren |                    |
| Aartalsee             | Lahn-Dill-Kreis              | Hessen                    |                    |
| Aasee                 | Bocholt                      | Noordrijn-Westfalen       | 0,32               |
| Aasee                 | Ibbenbüren                   | Noordrijn-Westfalen       | 0,15               |
| Aasee                 | Mettingen                    | Noordrijn-Westfalen       |                    |
| Aasee                 | Münster                      | Noordrijn-Westfalen       | 0,402              |
| Aalkistensee          | Maulbronn                    | Baden-Württemberg         | 0,136              |
| Abtsdorfer See        | Laufen                       | Beieren                   | 0,84               |
| Accumer See           | Schortens                    | Nedersaksen               | 0,3                |
| Achernsee             | Achern                       | Baden-Württemberg         |                    |
| Achterdieksee         | Bremen                       | Bremen                    | 0,076              |
| Adolfosee             | Hückelhoven                  | Noordrijn-Westfalen       | 0,166              |
| Aggertalsperre        | Oberbergischer Kreis         | Noordrijn-Westfalen       | 1,5                |
| Ahauser Stausee       | Olpe                         | Noordrijn-Westfalen       | 0,54               |
| Ahrensdorfer Teiche   | Ahrensdorf                   | Brandenburg               |                    |
| Alfsee                | Osnabrück                    | Nedersaksen               | 2,2                |
| Allersee              | Wolfsburg                    | Nedersaksen               | 0,29               |
| Allner See            | Hennef                       | Noordrijn-Westfalen       | 0,10               |
| Almsee                | Varel                        | Nedersaksen               |                    |
| Alpsee                | Ostallgäu                    | Beieren                   | 0,88               |
| Alter Wochowsee       | Storkow                      | Brandenburg               |                    |
| Altdöberner See       | Altdöbern                    | Brandenburg               |                    |
| Altmühlsee            | Weißenburg-Gunzenhausen      | Beieren                   | 4,5                |
| Altsee                | Bersenbrück                  | Nedersaksen               |                    |
| Ammersee              | Landsberg am Lech, Starnberg | Beieren                   | 46,6               |
| Arendsee              | Arendsee                     | Saksen-Anhalt             | 5,115              |
| Arenholzer See        | Schleswig                    | Sleeswijk-Holstein        | 0,82               |
| Arkenberger Baggersee | Berlijn                      | Berlijn                   | 0,11               |
| Arlesheimer See       | Freiburg                     | Baden-Württemberg         | 0,229              |
| Äschmatt See          | Rheinau                      | Baden-Württemberg         |                    |
| Auensee               | Bonn                         | Noordrijn-Westfalen       |                    |
| Auensee               | bij Leipzig                  | Saksen                    |                    |
| Auesee                | Wesel                        | Noordrijn-Westfalen       | 1,81               |
| Autobahnsee           | Reckahn                      | Brandenburg               |                    |

### B
| Naam                     | Stad/gemeente/district                     | Deelstaat                  | Oppervlakte in km² |
| ------------------------ | ------------------------------------------ | -------------------------- | ------------------ |
| Baalensee                | Fürstenberg/Havel                          | Brandenburg                |                    |
| Baberowsee               | Kagel                                      | Brandenburg                |                    |
| Babker See               | Kratzeburg                                 | Mecklenburg-Voor-Pommeren  |                    |
| Bärwalder See            | Hoyerswerda                                | Saksen                     | 12,85              |
| Baldeneysee              | Essen                                      | Noordrijn-Westfalen        | 2,64               |
| Balksee                  | Wingst, Bülkau, Stinstedt                  | Nedersaksen                |                    |
| Balzsee                  | Lohmen                                     | Mecklenburg-Voor-Pommeren  |                    |
| Bannwaldsee              | Ostallgäu                                  | Beieren                    | 2,28               |
| Bansmeer                 | Emden                                      | Nedersaksen                | 0,24               |
| Banter See               | Wilhelmshaven                              | Nedersaksen                | 1,04               |
| Barbarasee               | Duisburg                                   | Noordrijn-Westfalen        |                    |
| Barghauser See           | Wilhelmshaven                              | Nedersaksen                | 0,14               |
| Barleber See I           | Maagdenburg                                | Saksen-Anhalt              | 1,03               |
| Barleber See II          | Maagdenburg                                | Saksen-Anhalt              | 0,51               |
| Barmsee                  | Krün                                       | Beieren                    | 0,55               |
| Barner Stücker See       | Klein Trebbow                              | Mecklenburg-Voor-Pommeren  |                    |
| Barniner See             | Crivitz                                    | Mecklenburg-Voor-Pommeren  | 2,55               |
| Barschgrube              | Eberswalde                                 | Brandenburg                |                    |
| Barssee                  | Berlijn                                    | Berlijn                    |                    |
| Barssee                  | Am Mellensee                               | Brandenburg                |                    |
| Bauernsee                | Grünheide                                  | Brandenburg                |                    |
| Bauernsee                | Wandlitz                                   | Brandenburg                |                    |
| Bauernsee Woltersdorf    | Woltersdorf                                | Brandenburg                |                    |
| Bederkesaer See          | Bad Bederkesa                              | Nedersaksen                | 2,15               |
| Beetzsee                 | Päwesin                                    | Brandenburg                |                    |
| Behler See               | Holsteinische Schweiz                      | Sleeswijk-Holstein         | 2,77               |
| Berger See               |                                            | Noordrijn-Westfalen        |                    |
| Berggeistsee             | Brühl                                      | Noordrijn-Westfalen        |                    |
| Bergsee                  | Neu Gaarz                                  | Mecklenburg-Voor-Pommeren  | 0,59               |
| Bernsteinsee             | Marienwerder                               | Brandenburg                |                    |
| Bernsteinsee             | Hohen Neuendorf                            | Brandenburg                |                    |
| Bergwitzsee              | Bergwitz                                   | Saksen-Anhalt              | 1,80               |
| Bertasee                 | Duisburg                                   | Noordrijn-Westfalen        |                    |
| Berzdorfer See           | Görlitz                                    | Saksen                     | 9,5                |
| Beversee                 | Bergkamen                                  | Noordrijn-Westfalen        |                    |
| Bevertalsperre           | Hückeswagen, Radevormwald, Wipperfürth     | Noordrijn-Westfalen        | 1,1                |
| Biengartner Weiherplatte | Gremsdorf                                  | Beieren                    |                    |
| Biesdorfer Baggersee     | Berlijn                                    | Berlijn                    | 0,076              |
| Biggesee                 | Attendorn, Olpe                            | Noordrijn-Westfalen        | 8,95               |
| Binnensee                | Krakow am See                              | Mecklenburg-Voor-Pommeren  |                    |
| Binnensee                | Pinnow                                     | Mecklenburg-Voor-Pommeren  |                    |
| Binnensee                | Sternberg                                  | Mecklenburg-Voor-Pommeren  |                    |
| Binnensee                | Wendisch Waren                             | Mecklenburg-Voor-Pommeren  |                    |
| Birkensee                | Röthenbach                                 | Beieren                    |                    |
| Birkensee                | Müncheberg                                 | Brandenburg                |                    |
| Birkensee                | Dachau                                     | Beieren                    |                    |
| Bistensee                | Ahlefeld-Bistensee                         | Sleeswijk-Holstein         |                    |
| Blanke Hölle             | Frankfurt (Oder)                           | Brandenburg                |                    |
| Blankenburger See        | Oldenburg                                  | Nedersaksen                |                    |
| Blankensee               | Trebbin                                    | Brandenburg                | 2,8                |
| Blankensee               | Lübeck                                     | Sleeswijk-Holstein         | 0,225              |
| Blaue Donau              | Leverkusen                                 | Noordrijn-Westfalen        |                    |
| Blauer See               | Duisburg                                   | Noordrijn-Westfalen        |                    |
| Blauer See               | Dorsten                                    | Noordrijn-Westfalen        | 0,15               |
| Blauer See               | Garbsen                                    | Nedersaksen                |                    |
| Blauer See               | Marienwerder                               | Brandenburg                | 0,01               |
| Blauer See               | Porta Westfalica                           | Noordrijn-Westfalen        |                    |
| Blauer See               | Ratingen                                   | Noordrijn-Westfalen        |                    |
| Blauer See               |                                            | Thüringen                  |                    |
| Blauer See               | Vettelschoß                                | Rijnland-Palts             |                    |
| Blausteinsee             | Eschweiler                                 | Noordrijn-Westfalen        | 1                  |
| Bleibtreusee             | Brühl, Hürth                               | Noordrijn-Westfalen        |                    |
| Bleiloch-Stausee         | Schleiz-Gräfenwarth                        | Thüringen                  | 9,2                |
| Blindensee               | Zwarte Woud                                | Baden-Württemberg          |                    |
| Blumenthalsee            | Barnim-Oderbruch                           | Brandenburg                |                    |
| Bockhorster Freizeitsee  | Bockhorst                                  | Nedersaksen                |                    |
| Boddensee                | Birkenwerder                               | Brandenburg                |                    |
| Bodenloser See           | Empfingen                                  | Baden-Württemberg          |                    |
| Bodenmeer                | Friedrichshafen, Konstanz, Überlingen e.a. | Baden-Württemberg, Beieren | 536                |
| Boekzeteler Meer         | Moormerland                                | Nedersaksen                | 0,13               |
| Bötzsee                  | Strausberg                                 | Brandenburg                |                    |
| Bogensee                 | Lanke                                      | Brandenburg                |                    |
| Bohnerzgrube             | Heidenheim an der Brenz                    | Baden-Württemberg          |                    |
| Böllertsee               | Duisburg                                   | Noordrijn-Westfalen        |                    |
| Bolzer See               | Mustin                                     | Mecklenburg-Voor-Pommeren  | 0,81               |
| Bordesholmer See         | Bordesholm                                 | Sleeswijk-Holstein         | 0,7                |
| Borgwallsee              | Amt Niepars                                | Mecklenburg-Voor-Pommeren  | 3,89               |
| Borkener See             |                                            |                            |                    |
| Borkower See             | Borkow                                     | Mecklenburg-Voor-Pommeren  |                    |
| Borner See               | Brüggen                                    | Noordrijn-Westfalen        |                    |
| Bornsee                  | Ankershagen                                | Mecklenburg-Voor-Pommeren  |                    |
| Bornstedter See          | Potsdam                                    | Brandenburg                |                    |
| Bostalsee                | St. Wendel                                 | Saarland                   | 1,2                |
| Brahmsee                 | Rendsburg-Eckernförde                      | Sleeswijk-Holstein         | 1,02               |
| Brammer See              | Brammer / Kirchlinteln                     | Nedersaksen                |                    |
| Breeser See              | Lohmen                                     | Mecklenburg-Voor-Pommeren  |                    |
| Breiter Luzin            | Feldberger Seenlandschaft                  | Mecklenburg-Voor-Pommeren  | 3,45               |
| Breitenbachtalsperre     | Hilchenbach                                | Noordrijn-Westfalen        | 0,577              |
| Breites Wasser           | Worpswede                                  | Nedersaksen                |                    |
| Breitlingsee             | Brandenburg an der Havel                   | Brandenburg                |                    |
| Breyeller See, Kleiner   | Nettetal                                   | Noordrijn-Westfalen        | 0,053              |
| Breyeller See, Großer    | Nettetal                                   | Noordrijn-Westfalen        | 0,092              |
| Briesesee                | Birkenwerder                               | Brandenburg                |                    |
| Großer Brombachsee       | Weißenburg-Gunzenhausen                    | Beieren                    | 9,1                |
| Kleiner Brombachsee      | Weißenburg-Gunzenhausen                    | Beieren                    | 2,5                |
| Brucher Talsperre        | Marienheide                                | Noordrijn-Westfalen        | 0,46               |
| Bruchteich               | Haltern am See                             | Noordrijn-Westfalen        |                    |
| Brückelsee               | Schwandorf / Oberpfälzer Seenland          | Beieren                    | 1,51               |
| Brückentiner See         | Wokuhl-Dabelow                             | Mecklenburg-Voor-Pommeren  |                    |
| Brummelviz               | Reimershagen                               | Mecklenburg-Voor-Pommeren  |                    |
| Bucher Stausee           | Rainau                                     | Baden-Württemberg          | 0,27               |
| Buckowsee                | Buckow                                     | Brandenburg                | 0,14               |
| Bützower See             | Bützow                                     | Mecklenburg-Voor-Pommeren  | 0,98               |
| Buldener See             | Dülmen                                     | Noordrijn-Westfalen        |                    |
| Bullensee                | Rotenburg                                  | Nedersaksen                |                    |
| Bullowsee                | Roggentin                                  | Mecklenburg-Voor-Pommeren  |                    |
| Bukowsee                 | Biesenthal                                 | Brandenburg                |                    |
| Burgsee                  | Neu Gaarz                                  | Mecklenburg-Voor-Pommeren  |                    |
| Burgsee                  | Plau am See                                | Mecklenburg-Voor-Pommeren  |                    |
| Burgsee                  | Seelow-Land                                | Brandenburg                |                    |
| Burgsee                  | Schwerin                                   | Mecklenburg-Voor-Pommeren  | 0,087              |
| Burgwaldsee              | Offenburg                                  | Baden-Württemberg          |                    |
| Bützsee                  | Fehrbellin                                 | Brandenburg                | 2,2                |
| Butzer See               | Berlijn                                    | Berlijn                    |                    |

### C
| Naam             | Stad/gemeente/district         | Deelstaat                 | Oppervlakte in km² |
| ---------------- | ------------------------------ | ------------------------- | ------------------ |
| Caarpsee         | Rechlin                        | Mecklenburg-Voor-Pommeren |                    |
| Cambser See      | Cambs                          | Mecklenburg-Voor-Pommeren | 2,85               |
| Canower See      | Canow                          | Mecklenburg-Voor-Pommeren | 0,50               |
| Cappenberger See | Lünen                          | Noordrijn-Westfalen       |                    |
| Caputher See     | Schwielowsee                   | Brandenburg               |                    |
| Carwitzer See    | Feldberger Seenlandschaft      | Mecklenburg-Voor-Pommeren | 7,72               |
| Chiemsee         | Traunstein, Rosenheim          | Beieren                   | 79,9               |
| Classee          | Rechlin                        | Mecklenburg-Voor-Pommeren |                    |
| Clausensee       | Südwestpfalz                   | Rijnland-Palts            | 0,45               |
| Colpinsee        | Kloster Lehnin                 | Brandenburg               |                    |
| Concordiasee     | Erftstadt                      | Noordrijn-Westfalen       |                    |
| Conventer See    | Bad Doberan                    | Mecklenburg-Voor-Pommeren | 0,91               |
| Cospudener See   | Leipzig, Markkleeberg, Zwenkau | Saksen                    | 4,3                |
| Cossensee        | Krakow am See                  | Mecklenburg-Voor-Pommeren |                    |
| Cümmerer See     | Peenemünde                     | Mecklenburg-Voor-Pommeren |                    |

### D
| Naam                   | Stad/gemeente/district    | Deelstaat                 | Oppervlakte in km² |
| ---------------------- | ------------------------- | ------------------------- | ------------------ |
| Dabeler See            | Dabel                     | Mecklenburg-Voor-Pommeren |                    |
| Dabelower See          | Wokuhl-Dabelow            | Mecklenburg-Voor-Pommeren |                    |
| Dämeritzsee            | Berlijn, Erkner           | Berlijn, Brandenburg      | 1,03               |
| Dahlemer See           | Cuxhaven                  | Nedersaksen               | 1,71               |
| Dambecker See          | Kratzeburg                | Mecklenburg-Voor-Pommeren |                    |
| Dambecker See          | Leizen                    | Mecklenburg-Voor-Pommeren |                    |
| Damerower See          | Goldberg                  | Mecklenburg-Voor-Pommeren | 2,85               |
| Dammhuser See          | Demen                     | Mecklenburg-Voor-Pommeren |                    |
| Dassower See           | Lübeck                    | Sleeswijk-Holstein        | 8                  |
| Davidsfehnkolk         | Detern                    | Nedersaksen               |                    |
| Dechsendorfer Weiher   | Erlangen                  | Beieren                   | 0,4                |
| Decksteiner Weiher     | Keulen                    | Noordrijn-Westfalen       | 2                  |
| Degersee               | Bodenseekreis             | Baden-Württemberg         |                    |
| Großer Dehlensee       | Leverkusen                | Noordrijn-Westfalen       |                    |
| Kleiner Dehlensee      | Leverkusen                | Noordrijn-Westfalen       |                    |
| Dehmsee                | Berkenbrück               | Brandenburg               |                    |
| Deichelsee             | Brüel                     | Mecklenburg-Voor-Pommeren |                    |
| Deichsee               | Düsseldorf                | Noordrijn-Westfalen       |                    |
| Demminsee              | Wredenhagen               | Mecklenburg-Voor-Pommeren |                    |
| Derliener See          | Krakow am See             | Mecklenburg-Voor-Pommeren |                    |
| Dewinsee               | Biesenthal-Barnim         | Brandenburg               |                    |
| De-Witt-See, Kleiner   | Nettetal                  | Noordrijn-Westfalen       | 0,045              |
| De-Witt-See, Großer    | Nettetal                  | Noordrijn-Westfalen       | 0,225              |
| Dianasee               | Berlijn                   | Berlijn                   | 0,025              |
| Dieksee                | Holsteinische Schweiz     | Sleeswijk-Holstein        | 3,86               |
| Diemelsee              | Waldeck-Frankenberg       | Hessen                    | 1,65               |
| Dingbanksee            | Leverkusen                | Noordrijn-Westfalen       |                    |
| Dobbe                  | Holtriem                  | Nedersaksen               |                    |
| Dobbertiner See        | Dobbertin                 | Mecklenburg-Voor-Pommeren | 3,64               |
| Dobersdorfer See       | Dobersdorf Kreis Plön     | Sleeswijk-Holstein        | 3,12               |
| Döpe                   | bij Schwerin              | Mecklenburg-Voor-Pommeren | 0,77               |
| Dolgensee              | Storkow                   | Brandenburg               |                    |
| Dolgensee              | Friedersdorf              | Brandenburg               |                    |
| Dolgensee              | Märkische Höhe            | Brandenburg               | 0,25               |
| Domjüchsee             | Neustrelitz               | Mecklenburg-Voor-Pommeren |                    |
| Dondorfer See          | Hennef                    | Noordrijn-Westfalen       |                    |
| Dorfsee                | Kreien                    | Mecklenburg-Voor-Pommeren |                    |
| Dreetzsee              | Feldberger Seenlandschaft | Mecklenburg-Voor-Pommeren |                    |
| Dreiburgensee          | Tittling                  | Beieren                   | 0,026              |
| Dreieckssee            | Berlijn                   | Berlijn                   |                    |
| Dreier See             | Alt Schwerin              | Mecklenburg-Voor-Pommeren |                    |
| Dreifelder Weiher      |                           | Rijnland-Palts            |                    |
| Dreilägerbachtalsperre | Roetgen                   | Noordrijn-Westfalen       | 0,4                |
| Drewensee              | Wesenberg                 | Mecklenburg-Voor-Pommeren |                    |
| Drewitzer See          | Drewitz                   | Mecklenburg-Voor-Pommeren | 6,92               |
| Dretzsee               |                           | Brandenburg               |                    |
| Drielaker See          | Oldenburg                 | Nedersaksen               |                    |
| Drüsensee              |                           | Sleeswijk-Holstein        |                    |
| Dülmener See           | Haltern am See            | Noordrijn-Westfalen       |                    |
| Dümmer                 | Oldenburger Land          | Nedersaksen               | 13,5               |
| Dümmer See             | Dümmer                    | Mecklenburg-Voor-Pommeren | 1,63               |
| Dürres Maar            | bij Manderscheid          | Rijnland-Palts            |                    |
| Dutenhofener See       | Wetzlar                   | Hessen                    | 0,36               |

### E
| Naam                 | Stad/gemeente/district               | Deelstaat                 | Oppervlakte in km² |
| -------------------- | ------------------------------------ | ------------------------- | ------------------ |
| Ebnisee              | Rems-Murr-Kreis                      | Baden-Württemberg         | 0,25               |
| Echtzer See          | Düren                                | Noordrijn-Westfalen       |                    |
| Edersee              | Waldeck-Frankenberg                  | Hessen                    | 11,8               |
| Effelder Waldsee     | Wassenberg                           | Noordrijn-Westfalen       |                    |
| Eginger See          | Passau                               | Beieren                   | 0,2                |
| Egglburger See       | Ebersberg                            | Beieren                   | 0,33               |
| Ehreshovener Stausee | Overath                              | Noordrijn-Westfalen       |                    |
| Eibsee               | Garmisch-Partenkirchen               | Beieren                   | 1,774              |
| Einfelder See        | Neumünster                           | Sleeswijk-Holstein        | 1,78               |
| Eisensee             | Berlijn                              | Berlijn                   |                    |
| Eiserbudersee        | Biesenthal                           | Brandenburg               |                    |
| Elbsee               | Düsseldorf                           | Noordrijn-Westfalen       |                    |
| Elfrather See        | Krefeld                              | Noordrijn-Westfalen       | 0,5                |
| Elsensee             | Berlijn                              | Berlijn                   | 0,13               |
| Elsensee             | Grünheide                            | Brandenburg               |                    |
| Ennepetalsperre      | Breckerfeld, Ennepetal, Radevormwald | Noordrijn-Westfalen       | 1,03               |
| Entenfang            | Mülheim an der Ruhr                  | Noordrijn-Westfalen       |                    |
| Entensee             | Borkow                               | Mecklenburg-Voor-Pommeren |                    |
| Erster Karpfenteich  | Berlijn                              | Berlijn                   |                    |
| Eschbachtalsperre    | Remscheid                            | Noordrijn-Westfalen       | 0,14               |
| Escher See           | Keulen                               | Noordrijn-Westfalen       |                    |
| Eschmarer See        | Troisdorf                            | Noordrijn-Westfalen       |                    |
| Essenberger See      | Duisburg                             | Noordrijn-Westfalen       |                    |
| Ewaldsee             | Gelsenkirchen                        | Noordrijn-Westfalen       |                    |
| Ewiges Meer          | Holtriem                             | Nedersaksen               | 0,892              |

### F
| Naam                  | Stad/gemeente/district | Deelstaat                 | Oppervlakte in km² |
| --------------------- | ---------------------- | ------------------------- | ------------------ |
| Fährgrundsee          | Rheinmünster           | Baden-Württemberg         |                    |
| Fängersee             | Strausberg             | Brandenburg               |                    |
| Fährsee               | Templin                | Brandenburg               | 2,04               |
| Fahrlander See        | Fahrland               | Brandenburg               | 2,105              |
| Falkenhagener See     | Falkensee              | Brandenburg               |                    |
| Fasanerie See         | München                | Beieren                   | 0,14               |
| Fauler See            | Berlijn                | Berlijn                   |                    |
| Fauler See            | Frankfurt (Oder)       | Brandenburg               |                    |
| Fauler See            | Schwerin               | Mecklenburg-Voor-Pommeren | 0,5                |
| Faules Luch           | Am Mellensee           | Brandenburg               |                    |
| Federbachstausee      | Göggingen-Horn         | Baden-Württemberg         |                    |
| Federsee              | Bad Buchau             | Baden-Württemberg         | 1,39               |
| Feisnecksee           | Waren                  | Mecklenburg-Voor-Pommeren | 1,94               |
| Feldberger Haussee    | bij Feldberg           | Mecklenburg-Voor-Pommeren | 1,31               |
| Feldmochinger See     | München                | Beieren                   | 0,17               |
| Feldsee               | bij Freiburg           | Baden-Württemberg         | 0,098              |
| Felschensee           | Roggentin              | Mecklenburg-Voor-Pommeren |                    |
| Fennsee               | Berlijn                | Berlijn                   | 0,02               |
| Fennsee               | Rathenow               | Brandenburg               |                    |
| Feringasee            | Unterföhring           | Beieren                   | 0,34               |
| Ferkensbruch          | Nettetal               | Noordrijn-Westfalen       | 0,045              |
| Fichtelsee            | Fichtelberg            | Beieren                   | 0,105              |
| Filzteich             | Schneeberg             | Saksen                    |                    |
| Finckener See         | Fincken                | Mecklenburg-Voor-Pommeren |                    |
| Flaarsee              | Rhede                  | Nedersaksen               |                    |
| Flacher See           | Klocksin               | Mecklenburg-Voor-Pommeren | 1,30               |
| Flacher Trebbower See | Neustrelitz            | Mecklenburg-Voor-Pommeren |                    |
| Flacher Ziest         | Lalendorf              | Mecklenburg-Voor-Pommeren |                    |
| Flakensee             | Erkner                 | Brandenburg               | 0,67               |
| Fleesensee            | Malchow                | Mecklenburg-Voor-Pommeren | 10,78              |
| Fliederhorst          | Teterow                | Mecklenburg-Voor-Pommeren |                    |
| Fliednersee           | Düsseldorf             | Noordrijn-Westfalen       |                    |
| Flögelner See         | Flögeln                | Nedersaksen               | 1,55               |
| Flughafensee          | Berlijn                | Berlijn                   | 0,306              |
| Forggensee            | Füssen                 | Beieren                   | 16                 |
| Franziskussee         | Brühl                  | Noordrijn-Westfalen       |                    |
| Frauensee             | Heidesee OT Gräbendorf | Brandenburg               |                    |
| Freilinger See        | Freilingen             | Noordrijn-Westfalen       |                    |
| Fresdorfer See        | Michendorf             | Brandenburg               |                    |
| Frickenhäuser See     | Mellrichstadt          | Beieren                   |                    |
| Fuelbecker Talsperre  | Altena                 | Noordrijn-Westfalen       |                    |
| Fühlinger See         | Keulen                 | Noordrijn-Westfalen       |                    |
| Fürwiggetalsperre     | Meinerzhagen           | Noordrijn-Westfalen       | 0,18               |
| Füssenicher See       | Zülpich                | Noordrijn-Westfalen       |                    |

### G
| Naam                    | Stad/gemeente/district              | Deelstaat                 | Oppervlakte in km² |
| ----------------------- | ----------------------------------- | ------------------------- | ------------------ |
| Gaarzer See             | Plau am See                         | Mecklenburg-Voor-Pommeren |                    |
| Gabelsee                | Seelow-Land                         | Brandenburg               |                    |
| Gädebehner See          | Knorrendorf                         | Mecklenburg-Voor-Pommeren |                    |
| Galenbecker See         | Torgelow                            | Mecklenburg-Voor-Pommeren | 5,90               |
| Gamensee                | Höhenland, Werneuchen               | Brandenburg               |                    |
| Garder See              | Lohmen                              | Mecklenburg-Voor-Pommeren |                    |
| Garrensee               | Ratzeburg                           | Sleeswijk-Holstein        |                    |
| Gartower See            | Gartow                              | Nedersaksen               | 0,54               |
| Geester See             | Emsland                             | Nedersaksen               | ca. 2,30           |
| Geiseltalsee            | Geiseltal                           | Saksen-Anhalt             | 19,00              |
| Gemündener Maar         | Daun                                | Rijnland-Palts            | 0,072              |
| Genkeltalsperre         | Gummersbach, Meinerzhagen           | Noordrijn-Westfalen       | 0,64               |
| Gifiz See               | Offenburg                           | Baden-Württemberg         |                    |
| Glabbacher Bruch        | Nettetal                            | Noordrijn-Westfalen       | 0,36               |
| Glambecker See          | Neustrelitz                         | Mecklenburg-Voor-Pommeren |                    |
| Glambecksee             | Kieve                               | Mecklenburg-Voor-Pommeren |                    |
| Glammsee                | Mustin                              | Mecklenburg-Voor-Pommeren |                    |
| Glammsee                | Warin                               | Mecklenburg-Voor-Pommeren |                    |
| Glaswaldsee             | Bad Rippoldsau-Schapbach            | Baden-Württemberg         |                    |
| Glienicker See          | Berlin-Kladow & Potsdam             | Berlijn, Brandenburg      | 0,66               |
| Glienicker Laake        | Berlijn-Wannsee, Potsdam-Babelsberg | Berlijn, Brandenburg      |                    |
| Glindower See           | Werder                              | Brandenburg               |                    |
| Glörtalsperre           | Breckerfeld, Schalksmühle           | Noordrijn-Westfalen       | 0,21               |
| Glower See              | Beeskow                             | Brandenburg               | 1,22               |
| Godendorfer See         | Wokuhl-Dabelow                      | Mecklenburg-Voor-Pommeren |                    |
| Godowsee                | Wokuhl-Dabelow                      | Mecklenburg-Voor-Pommeren |                    |
| Goldbergsee             | Marktschorgast                      | Beieren                   | 1,45               |
| Gördensee               | Brandenburg an der Havel            | Brandenburg               |                    |
| Görlitzer Meer          |                                     |                           |                    |
| Görnsee                 | Kloster Lehnin                      | Brandenburg               |                    |
| Görtowsee               | Roggentin                           | Mecklenburg-Voor-Pommeren |                    |
| Göttinsee               | Werder-Töplitz                      | Brandenburg               | 2,16               |
| Götzenbachstausee       | Göggingen                           | Baden-Württemberg         |                    |
| Gohlitzsee              | Kloster Lehnin                      | Brandenburg               |                    |
| Goitzsche               | Bitterfeld                          | Saksen-Anhalt             | 25,00              |
| Goldberger See          | Goldberg                            | Mecklenburg-Voor-Pommeren | 7,70               |
| Gorinsee                | Schönwalde                          | Brandenburg               |                    |
| Gothensee               | auf Usedom                          | Mecklenburg-Voor-Pommeren | 5,56               |
| Gottlieber Welle        | Rheinberg                           | Noordrijn-Westfalen       |                    |
| Grabowsee               | Finowfurt                           | Brandenburg               |                    |
| Grabowsee               | Oranienburg                         | Brandenburg               |                    |
| Gräbendorfer See        | Drebkau-Casel                       | Brandenburg               | 4,25               |
| Graft                   | Wangerland                          | Nedersaksen               |                    |
| Grammertiner See        | Wokuhl-Dabelow                      | Mecklenburg-Voor-Pommeren |                    |
| Granestausee            | Langelsheim                         | Nedersaksen               | 2,19               |
| Granziner See           | Kratzeburg                          | Mecklenburg-Voor-Pommeren |                    |
| Granzower Möschen       | Mirow                               | Mecklenburg-Voor-Pommeren |                    |
| Griebnitzsee            | Berlijn, Potsdam                    | Berlijn, Brandenburg      | 0,592              |
| Grienericksee           |                                     |                           |                    |
| Griepensee              | Märkische Schweiz                   | Brandenburg               |                    |
| Grimnitzsee             | Joachimsthal                        | Brandenburg               | 7,77               |
| Grimnitzsee             | Berlin-Spandau                      | Berlijn                   | 0,074              |
| Gröbener See            | Ludwigsfelde                        | Brandenburg               |                    |
| Großdöllner See         | Templin                             | Brandenburg               | 1,23               |
| Große Dhünntalsperre    | Kürten, Odenthal, Wermelskirchen    | Noordrijn-Westfalen       | 4,4                |
| Große Karausche         | Schwerin                            | Mecklenburg-Voor-Pommeren | 0,017              |
| Großenbaumer See        | Duisburg                            | Noordrijn-Westfalen       |                    |
| Großer Auesee           | Espelkamp                           | Noordrijn-Westfalen       | 0,045              |
| Großer Alpsee           | Oberallgäu                          | Beieren                   | 2,473              |
| Großer Arbersee         | Bayerisch Eisenstein                | Beieren                   | 0,072              |
| Großer Bodensee         | Kratzeburg                          | Mecklenburg-Voor-Pommeren |                    |
| Großer Bornhorster See  | Oldenburg                           | Nedersaksen               |                    |
| Großer Brückentiner See | Wokuhl-Dabelow                      | Mecklenburg-Voor-Pommeren | 1,34               |
| Großer Buckowsee        | Finowfurt                           | Brandenburg               |                    |
| Großer Bürgersee        | Neustrelitz                         | Mecklenburg-Voor-Pommeren |                    |
| Großer Däbersee         | Märkische Schweiz                   | Brandenburg               |                    |
| Großer Dambecker See    | Dambeck                             | Mecklenburg-Voor-Pommeren | 1,34               |
| Großer De-Witt See      | Nettetal                            | Noordrijn-Westfalen       | Zie: De-Witt-See   |
| Großer Dehlensee        | Leverkusen                          | Noordrijn-Westfalen       |                    |
| Großer Eichhorstsee     | Roggentin                           | Mecklenburg-Voor-Pommeren |                    |
| Großer Emssee           | Wustrow                             | Mecklenburg-Voor-Pommeren |                    |
| Großer Eutiner See      | Eutin / Kreis Ostholstein           | Sleeswijk-Holstein        | ca. 2,3            |
| Großer Glieningsee      | Odervorland                         | Brandenburg               | 2,12               |
| Großer Griesensee       | Storkow                             | Brandenburg               |                    |
| Großer Keetzsee         | Neustrelitz                         | Mecklenburg-Voor-Pommeren |                    |
| Großer Klobichsee       | Märkische Schweiz                   | Brandenburg               |                    |
| Großer Kreßinsee        | Groß Kelle                          | Mecklenburg-Voor-Pommeren |                    |
| Großer Kulowsee         | Neustrelitz                         | Mecklenburg-Voor-Pommeren |                    |
| Großer Labussee         | Userin                              | Mecklenburg-Voor-Pommeren | 3,33               |
| Großer Lankesee         |                                     | Brandenburg               |                    |
| Großer Lanzsee          | Neustrelitz                         | Mecklenburg-Voor-Pommeren |                    |
| Großer Lattsee          | Altlandsberg                        | Brandenburg               |                    |
| Großer Lienewitzsee     | Michendorf                          | Brandenburg               |                    |
| Großer Malchsee         | Berlijn                             | Berlijn                   |                    |
| Großer Mechowsee        | Feldberger Seenlandschaft           | Mecklenburg-Voor-Pommeren |                    |
| Großer Medower See      | Goldberg                            | Mecklenburg-Voor-Pommeren |                    |
| Großer Möggelinsee      | Zossen                              | Brandenburg               |                    |
| Großer Müggelsee        | Berlijn                             | Berlijn                   | 7,40               |
| Großer Pälitzsee        | Wesenberg                           | Mecklenburg-Voor-Pommeren |                    |
| Großer Parsick          | Geldern, Kempen, Neukirchen-Vluyn   | Noordrijn-Westfalen       |                    |
| Großer Peetscher See    | Dreetz                              | Mecklenburg-Voor-Pommeren |                    |
| Großer Plessower See    | Werder                              | Brandenburg               |                    |
| Großer Plöner See       | Holsteinische Schweiz               | Sleeswijk-Holstein        | 30                 |
| Großer Pönitzer See     | Holsteinische Schweiz               | Sleeswijk-Holstein        |                    |
| Großer Pohlsee          | Langen Brütz                        | Mecklenburg-Voor-Pommeren |                    |
| Großer Prälanksee       | Neustrelitz                         | Mecklenburg-Voor-Pommeren |                    |
| Großer Rühner See       | Rühn                                | Mecklenburg-Voor-Pommeren |                    |
| Großer Säwkowsee        | Roggentin                           | Mecklenburg-Voor-Pommeren |                    |
| Großer Samithsee        | Biesenthal                          | Brandenburg               |                    |
| Großer Schulzensee      | Prenzlau-Alexanderhof               | Brandenburg               |                    |
| Großer Seddiner See     | Seddiner See                        | Brandenburg               |                    |
| Großer See              | Murchin                             | Mecklenburg-Voor-Pommeren | 0,64               |
| Großer See              | Prötzel                             | Brandenburg               |                    |
| Großer Seddiner See     | Potsdam                             | Brandenburg               | 2,18               |
| Großer Segeberger See   | Bad Segeberg                        | Sleeswijk-Holstein        | 1,70               |
| Großer Selchower See    | Storkow                             | Brandenburg               |                    |
| Großer Spektesee        | Berlijn                             | Berlijn                   |                    |
| Großer Stadtsee         | Eberswalde                          | Brandenburg               |                    |
| Großer Steeder See      | Warin                               | Mecklenburg-Voor-Pommeren |                    |
| Großer Sternberger See  | Sternberg                           | Mecklenburg-Voor-Pommeren | 2,50               |
| Großer Stiegsee         | Neustrelitz                         | Mecklenburg-Voor-Pommeren |                    |
| Großer Storkower See    | Storkow                             | Brandenburg               | 3,72               |
| Großer Südsee           | Dahmen                              | Mecklenburg-Voor-Pommeren |                    |
| Großer Teich            | Hohen Wangelin                      | Mecklenburg-Voor-Pommeren |                    |
| Großer Tornowsee        | Märkische Schweiz                   | Brandenburg               |                    |
| Großer Trepliner See    | Zeschdorf                           | Brandenburg               |                    |
| Großer Varchentiner See | Varchentin                          | Mecklenburg-Voor-Pommeren |                    |
| Großer Wariner See      | Warin                               | Mecklenburg-Voor-Pommeren | 2,60               |
| Großer Wendsee          | Brandenburg an der Havel            | Brandenburg               |                    |
| Großer Weißer See       | Wesenberg                           | Mecklenburg-Voor-Pommeren |                    |
| Großer Wochowsee        | Storkow                             | Brandenburg               |                    |
| Großer Wostevitzer See  | auf Rügen                           | Mecklenburg-Voor-Pommeren | 0,76               |
| Großer Wukensee         | Biesenthal-Barnim                   | Brandenburg               |                    |
| Großer Wünsdorfer See   | Zossen                              | Brandenburg               | 1,68               |
| Großer Zechliner See    | Rheinsberg-Flecken Zechlin          | Brandenburg               | 1,8                |
| Großer Zernsee          | Werder                              | Brandenburg               |                    |
| Großer Zeschsee         | Zossen                              | Brandenburg               |                    |
| Großer Zug              |                                     | Brandenburg               |                    |
| Großes Meer             | Südbrookmerland                     | Nedersaksen               | 2,90 (ohne Schilf) |
| Großes Sager Meer       | Großenkneten-Ahlhorn                | Nedersaksen               | 0,16               |
| Grössinsee              | Trebbin                             | Brandenburg               | 0,94               |
| Groß-Glienicker See     | Potsdam                             | Brandenburg               | 0,667              |
| Groß Keller See         | Groß Kelle                          | Mecklenburg-Voor-Pommeren |                    |
| Groß Labenzer See       | Warin                               | Mecklenburg-Voor-Pommeren | 2,30               |
| Groß Upahler See        | bij Güstrow                         | Mecklenburg-Voor-Pommeren | 1,07               |
| Grubensee               | Storkow                             | Brandenburg               |                    |
| Gruber See              | Krakow am See                       | Mecklenburg-Voor-Pommeren |                    |
| Gruhlsee                | Brühl                               | Noordrijn-Westfalen       |                    |
| Grunewaldsee            | Berlijn                             | Berlijn                   | 0,175              |
| Grüner See              | Düsseldorf                          | Noordrijn-Westfalen       |                    |
| Grüner See              | Melle                               | Nedersaksen               | 0,001              |
| Grüner See              | Troisdorf                           | Noordrijn-Westfalen       |                    |
| Gottower See            | Nuthe-Urstromtal                    | Brandenburg               |                    |
| Gudelacksee             | Lindow (Mark)                       | Brandenburg               | 4,38               |
| Gudower See             |                                     | Sleeswijk-Holstein        |                    |
| Gülper See              | Havelaue, Havelland                 | Brandenburg               | 6,6                |
| Gültzsee                | Dobbin-Linstow                      | Mecklenburg-Voor-Pommeren |                    |
| Günzer See              | Altenpleen                          | Mecklenburg-Voor-Pommeren |                    |
| Güterfelder Haussee     | Stahnsdorf                          | Brandenburg               |                    |
| Gutssee                 | Storkow                             | Brandenburg               |                    |

### H
| Naam                            | Stad/gemeente/district       | Deelstaat                 | Oppervlakte in km² |
| ------------------------------- | ---------------------------- | ------------------------- | ------------------ |
| Habermannsee                    | Berlijn                      | Berlijn                   |                    |
| Hackensteinskaulen              | Geldern                      | Noordrijn-Westfalen       |                    |
| Haferbruchsee                   | Rheinberg                    | Noordrijn-Westfalen       |                    |
| Hagener Meer                    | Oelde                        | Noordrijn-Westfalen       |                    |
| Hahnenkammsee                   | Weißenburg-Gunzenhausen      | Beieren                   | 0,023              |
| Halemer See                     |                              |                           |                    |
| Halensee                        | Berlijn                      | Berlijn                   | 0,057              |
| Halterner Stausee               | Haltern am See               | Noordrijn-Westfalen       | 3,07               |
| Hammerschmiedesee               | Abtsgmünd                    | Baden-Württemberg         |                    |
| Hammerteich                     | Witten                       | Noordrijn-Westfalen       |                    |
| Hanfsee                         | Rheinmünster                 | Baden-Württemberg         |                    |
| Happurger Stausee               | Nürnberger Land              | Beieren                   |                    |
| Hardausee                       |                              | Nedersaksen               |                    |
| Hardthauser See                 | Rottweil                     | Baden-Württemberg         |                    |
| Hardtsee                        | Ubstadt-Weiher               | Baden-Württemberg         |                    |
| Hariksee                        | Niederkrüchten, Schwalmtal   | Noordrijn-Westfalen       | 0,2                |
| Harkortsee                      | Wetter, Hagen, Herdecke      | Noordrijn-Westfalen       | 1,37               |
| Hartensbergsee                  | Goldenstedt                  | Nedersaksen               | 0,07               |
| Hartsee                         | Eggstätt/Landkreis Rosenheim | Beieren                   | 0,87               |
| Hasper Talsperre                | Hagen                        | Noordrijn-Westfalen       | 0,186              |
| Hasporter See                   | Delmenhorst                  | Nedersaksen               |                    |
| Hasselrather See                | Pulheim                      | Noordrijn-Westfalen       |                    |
| Haubachsee                      | Duisburg                     | Noordrijn-Westfalen       |                    |
| Haussee                         | Feldberger Seenlandschaft    | Mecklenburg-Voor-Pommeren |                    |
| Haussee                         | Schorssow                    | Mecklenburg-Voor-Pommeren |                    |
| Haussee                         | Werneuchen                   | Brandenburg               |                    |
| Haussee                         | Hoppegarten                  | Brandenburg               |                    |
| Haussee                         | Märkische Schweiz            | Brandenburg               |                    |
| Havinghorstteich                | Dülmen                       | Noordrijn-Westfalen       |                    |
| Heeder See                      | Heede                        | Nedersaksen               |                    |
| Heegesee                        | Am Mellensee                 | Brandenburg               |                    |
| Heidensee                       | Karow                        | Mecklenburg-Voor-Pommeren |                    |
| Heidensee                       | Schwerin                     | Mecklenburg-Voor-Pommeren | 0,24               |
| Heidesee                        | Forst/Karlsruhe              | Baden-Württemberg         |                    |
| Heidesee                        | bij Bottrop                  | Noordrijn-Westfalen       |                    |
| Heidesee                        |                              | Brandenburg               |                    |
| Heidesee                        | Wachtendonk                  | Noordrijn-Westfalen       |                    |
| Heider Bergsee                  | Brühl                        | Noordrijn-Westfalen       |                    |
| Heidereutersee                  | Erkner                       | Brandenburg               |                    |
| Heidhofsee                      |                              | Noordrijn-Westfalen       |                    |
| Heidsee                         | Ankershagen                  | Mecklenburg-Voor-Pommeren |                    |
| Heilenbecker Talsperre          | Breckerfeld, Ennepetal       | Noordrijn-Westfalen       | 0,085              |
| Heiligensee                     | Berlijn                      | Berlijn                   |                    |
| Heiliger See                    | Potsdam                      | Brandenburg               | 0,321              |
| Heiliger See                    | Kirchmöser                   | Brandenburg               |                    |
| Heimstettener See               | Landkreis München            | Beieren                   |                    |
| Heinersdorfer See               | Heinersdorf                  | Brandenburg               |                    |
| Helenesee                       | Frankfurt (Oder)             | Brandenburg               |                    |
| Hellsee                         | Lanke                        | Brandenburg               |                    |
| Hemmelmarker See                | bij Barkelsby                | Sleeswijk-Holstein        | 0,85               |
| Hemmelsdorfer See               | bij Lübeck                   | Sleeswijk-Holstein        | 4,48               |
| Hengsteysee                     | Dortmund, Hagen, Herdecke    | Noordrijn-Westfalen       | 1,36               |
| Hennesee                        | Hochsauerlandkreis           | Noordrijn-Westfalen       | 2,13               |
| Obere Herbringhauser Talsperre  | Wuppertal                    | Noordrijn-Westfalen       | 0,28               |
| Untere Herbringhauser Talsperre | Wuppertal                    | Noordrijn-Westfalen       | 0,04               |
| Hermsdorfer See                 | Berlijn                      | Berlijn                   |                    |
| Herrensee                       | Märkische Schweiz            | Brandenburg               |                    |
| Herrensee                       | Waren                        | Mecklenburg-Voor-Pommeren |                    |
| Herrenteich                     | Much                         | Noordrijn-Westfalen       |                    |
| Herthasee                       | Berlijn                      | Berlijn                   | 0,013              |
| Herthasee                       | auf Rügen                    | Mecklenburg-Voor-Pommeren |                    |
| Herzogsee                       | Dörpen                       | Nedersaksen               |                    |
| Hieve                           | Emden                        | Nedersaksen               |                    |
| Hinbergsee                      | Kargow                       | Mecklenburg-Voor-Pommeren |                    |
| Hinsbecker Bruch                | Nettetal                     | Noordrijn-Westfalen       | 0,375              |
| Hinterer Kargowsee              | Jabel                        | Mecklenburg-Voor-Pommeren |                    |
| Hintersee                       | Müncheberg                   | Brandenburg               |                    |
| Hintersee                       | Berchtesgadener Land         | Beieren                   |                    |
| Hiltruper See                   | Münster                      | Noordrijn-Westfalen       |                    |
| Hitdorfer See                   | Leverkusen                   | Noordrijn-Westfalen       |                    |
| Höglwörther See                 | Berchtesgadener Land         | Beieren                   |                    |
| Höhenfelder See                 | Keulen                       | Noordrijn-Westfalen       | 0,16               |
| Höllensee                       | Mustin                       | Mecklenburg-Voor-Pommeren |                    |
| Hofsee                          | Ankershagen                  | Mecklenburg-Voor-Pommeren |                    |
| Hofsee                          | Borkow                       | Mecklenburg-Voor-Pommeren |                    |
| Hofsee                          | Hohen Wangelin               | Mecklenburg-Voor-Pommeren |                    |
| Hofsee                          | Neu Gaarz                    | Mecklenburg-Voor-Pommeren |                    |
| Hofsee                          | Karow                        | Mecklenburg-Voor-Pommeren |                    |
| Hohen Sprenzer See              | Hohen Sprenz                 | Mecklenburg-Voor-Pommeren | 2,25               |
| Hohenwarte-Stausee              | Hohenwarte                   | Thüringen                 | 7,3                |
| Hohenjesarscher See             | Zeschdorf                    | Brandenburg               |                    |
| Hohler See                      | Rüdersdorf                   | Brandenburg               |                    |
| Holbecker See                   | Nuthe-Urstromtal             | Brandenburg               |                    |
| Hollenersee                     | Saterland                    | Nedersaksen               |                    |
| Höllensteinsee                  | Regen                        | Beieren                   | 0,54               |
| Hölzerner See                   | Heidesee OT Gräbendorf       | Brandenburg               | 1,15               |
| Holzendorfer See                | Dabel                        | Mecklenburg-Voor-Pommeren |                    |
| Hozmaar                         |                              | Rijnland-Palts            |                    |
| Hopfensee                       | Füssen                       | Beieren                   | 1,94               |
| Horstmaarsee                    | Lünen                        | Noordrijn-Westfalen       |                    |
| Hubertussee                     | Berlijn-Frohnau              | Berlijn                   |                    |
| Hubertussee                     | Berlijn-Grunewald            | Berlijn                   | 0,025              |
| Hubertussee                     | Gundelfingen                 | Beieren                   |                    |
| Hücker Moor                     | Spenge                       | Noordrijn-Westfalen       | 0,12               |
| Hundekehlesee                   | Berlijn                      | Berlijn                   | 0,072              |
| Hullerner Stausee               | Haltern am See               | Noordrijn-Westfalen       | 1,5                |
| Huronensee                      | Münster                      | Noordrijn-Westfalen       |                    |
| Hutschsee                       | Friedersdorf                 | Brandenburg               |                    |
| Huvenhoopssee                   | Augustendorf                 | Nedersaksen               |                    |
| Huzenbacher See                 | Baiersbronn                  | Baden-Württemberg         |                    |

### I
| Naam                   | Stad/gemeente/district          | Deelstaat                 | Oppervlakte in km² |
| ---------------------- | ------------------------------- | ------------------------- | ------------------ |
| Idasee                 | Ostrhauderfehn                  | Nedersaksen               |                    |
| Igelsbachsee           | Weißenburg-Gunzenhausen         | Beieren                   | 0,9                |
| Ihler Meer             | Ihlow                           | Nedersaksen               |                    |
| Illmensee              | Illmensee/Landkreis Sigmaringen | Baden-Württemberg         | 0,70               |
| Ilsesee                |                                 | Brandenburg               | 7,7                |
| Im Langen Ort          | Lärz                            | Mecklenburg-Voor-Pommeren |                    |
| Immerather Maar        |                                 | Rijnland-Palts            |                    |
| Inheidener See         | Hungen/Gießen                   | Hessen                    | 0,335              |
| Inselsee               | Güstrow                         | Mecklenburg-Voor-Pommeren | 4,58               |
| Innerstetalsperre      | Wolfshagen im Harz              | Nedersaksen               | 1,39               |
| Irissee                |                                 | Brandenburg               |                    |
| Ismaninger Speichersee | München                         | Beieren                   | 5,8                |
| Ivenacker See          | Ivenack                         | Mecklenburg-Voor-Pommeren |                    |

### J
| Naam            | Stad/gemeente/district | Deelstaat                 | Oppervlakte in km² |
| --------------- | ---------------------- | ------------------------- | ------------------ |
| Jabeler See     | Jabel                  | Mecklenburg-Voor-Pommeren | 2,44               |
| Jäger Pohl      | Neustrelitz            | Mecklenburg-Voor-Pommeren |                    |
| Jäthensee       | Roggentin              | Mecklenburg-Voor-Pommeren |                    |
| Jamelsee        | Roggentin              | Mecklenburg-Voor-Pommeren |                    |
| Janker See      | Kargow                 | Mecklenburg-Voor-Pommeren |                    |
| Jenneckes Gatt  | Rheinberg              | Noordrijn-Westfalen       |                    |
| Josefsee        | Telgte                 | Noordrijn-Westfalen       |                    |
| Jubachtalsperre | Kierspe                | Noordrijn-Westfalen       | 0,117              |
| Jümmesee        | Jümme                  | Nedersaksen               |                    |
| Jungfernsee     | Potsdam                | Brandenburg               | 2,25               |
| Jungferweiher   | Daun                   | Rijnland-Palts            |                    |

### K
| Naam                     | Stad/gemeente/district       | Deelstaat                 | Oppervlakte in km² |
| ------------------------ | ---------------------------- | ------------------------- | ------------------ |
| Kaarster See             | Kaarst                       | Noordrijn-Westfalen       |                    |
| Kachliner See            | Dargen                       | Mecklenburg-Voor-Pommeren |                    |
| Käbelicksee              | Kratzeburg                   | Mecklenburg-Voor-Pommeren | 2,64               |
| Kähnsdorfer See          | Seddiner See                 | Brandenburg               |                    |
| Kälberweide              | Nettetal                     | Noordrijn-Westfalen       | 0,05               |
| Kalksee                  | Woltersdorf                  | Brandenburg               | 0,84               |
| Kalksee                  | Blumenholz                   | Mecklenburg-Voor-Pommeren |                    |
| Kaltenbachsee            | Muggensturm                  | Baden-Württemberg         |                    |
| Kannsee                  | Neuwied                      | Rijnland-Palts            |                    |
| Karinchensee             |                              | Brandenburg               |                    |
| Karower See              | Krakow am See                | Mecklenburg-Voor-Pommeren |                    |
| Karpfensee               | Blankenberg                  | Mecklenburg-Voor-Pommeren |                    |
| Karutzsee                |                              | Brandenburg               |                    |
| Kasterer See             | Bedburg                      | Noordrijn-Westfalen       |                    |
| Kastorfer See            | Knorrendorf                  | Mecklenburg-Voor-Pommeren |                    |
| Katharinensee            | Barth                        | Mecklenburg-Voor-Pommeren |                    |
| Kellersee                | Holsteinische Schweiz        | Sleeswijk-Holstein        | 5,6                |
| Kemlower See             | Krakow am See                | Mecklenburg-Voor-Pommeren |                    |
| Kemnader See             | Bochum, Hattingen, Witten    | Noordrijn-Westfalen       | 1,25               |
| Kersdorfer See           | Briesen                      | Brandenburg               |                    |
| Kerspetalsperre          | Halver, Kierspe, Wipperfürth | Noordrijn-Westfalen       | 1,5                |
| Kettwiger See            | Essen                        | Noordrijn-Westfalen       |                    |
| Kiebitzsee               | Werneuchen                   | Brandenburg               |                    |
| Kienzsee                 | Wustrow                      | Mecklenburg-Voor-Pommeren |                    |
| Kiever See               | Kieve                        | Mecklenburg-Voor-Pommeren |                    |
| Kirchheller Heidsee      | Bottrop                      | Noordrijn-Westfalen       |                    |
| Kirchrenne               | Oelde                        | Noordrijn-Westfalen       |                    |
| Kirchsee                 | Pinnow                       | Mecklenburg-Voor-Pommeren |                    |
| Kirchstücker See         | Klein Trebbow                | Mecklenburg-Voor-Pommeren |                    |
| Kirnbergsee              | Unterbränd                   | Baden-Württemberg         |                    |
| Klätnowsee               | Wesenberg                    | Mecklenburg-Voor-Pommeren |                    |
| Kleestensee              | Goldberg                     | Mecklenburg-Voor-Pommeren |                    |
| Kleiner Arbersee         | Lohberg                      | Beieren                   | 0,14               |
| Kleiner Bestener See     | Bestensee                    | Brandenburg               |                    |
| Kleiner Bodensee         | Kratzeburg                   | Mecklenburg-Voor-Pommeren |                    |
| Kleiner Bornhorster See  | Oldenburg                    | Nedersaksen               |                    |
| Kleiner Buckowsee        | Finowfurt                    | Brandenburg               |                    |
| Kleiner Bürgersee        | Neustrelitz                  | Mecklenburg-Voor-Pommeren |                    |
| Kleiner Däbersee         | Märkische Schweiz            | Brandenburg               |                    |
| Kleiner De-Witt See      | Nettetal                     | Noordrijn-Westfalen       | Zie: De-Witt-See   |
| Kleiner Dehlensee        | Leverkusen                   | Noordrijn-Westfalen       |                    |
| Kleiner Eichhorstsee     | Roggentin                    | Mecklenburg-Voor-Pommeren |                    |
| Kleiner Eutiner See      | Eutin                        | Sleeswijk-Holstein        |                    |
| Kleiner Klobichsee       | Märkische Schweiz            | Brandenburg               |                    |
| Kleiner Lienewitzsee     | Michendorf                   | Brandenburg               |                    |
| Kleiner Möggelinsee      | Zossen                       | Brandenburg               |                    |
| Kleiner Müggelsee        | Berlijn                      | Berlijn                   | 0,16               |
| Kleiner Opfinger See     | Freiburg im Breisgau         | Baden-Württemberg         |                    |
| Kleiner Pälitzsee        | Wustrow                      | Mecklenburg-Voor-Pommeren |                    |
| Kleiner Parsick          | Geldern                      | Noordrijn-Westfalen       |                    |
| Kleiner Plessower See    | Werder                       | Brandenburg               |                    |
| Kleiner Plöner See       | Plön                         | Sleeswijk-Holstein        | 2,39               |
| Kleiner Prälanksee       | Neustrelitz                  | Mecklenburg-Voor-Pommeren |                    |
| Kleiner Säwkowsee        | Roggentin                    | Mecklenburg-Voor-Pommeren |                    |
| Kleiner Schulzensee      | Prenzlau-Alexanderhof        | Brandenburg               |                    |
| Kleiner Stadtsee         | Eberswalde                   | Brandenburg               |                    |
| Kleiner Stienitzsee      |                              | Brandenburg               |                    |
| Kleiner Tornowsee        | Märkische Schweiz            | Brandenburg               |                    |
| Kleiner Trepliner See    | Treplin                      | Brandenburg               |                    |
| Kleiner Varchentiner See | Varchentin                   | Mecklenburg-Voor-Pommeren |                    |
| Kleiner Wendsee          | Brandenburg an der Havel     | Brandenburg               |                    |
| Kleiner Wukensee         | Biesenthal-Barnim            | Brandenburg               |                    |
| Kleiner Wünsdorfer See   | Zossen                       | Brandenburg               |                    |
| Kleiner Zernsee          | Werder                       | Brandenburg               |                    |
| Kleiner Zeschsee         | Zossen                       | Brandenburg               |                    |
| Kleines Sager Meer       | Ahlhorn                      | Nedersaksen               |                    |
| Kleinhesseloher See      | München                      | Beieren                   |                    |
| Kleinpritzer See         | Sternberg                    | Mecklenburg-Voor-Pommeren | 2,42               |
| Klostersee               | Dargun                       | Mecklenburg-Voor-Pommeren |                    |
| Klostersee               | Kloster Lehnin               | Brandenburg               | 0,38               |
| Klostersee               | Traunstein                   | Beieren                   | 0,47               |
| Klügersee                | Neustrelitz                  | Mecklenburg-Voor-Pommeren |                    |
| Kochelsee                | Bad Tölz-Wolfratshausen      | Beieren                   | 6                  |
| Kölpinsee                | Klink                        | Mecklenburg-Voor-Pommeren | 20,29              |
| Kölpinsee                | Peenemünde                   | Mecklenburg-Voor-Pommeren | 0,35               |
| Königswaldsee            | Offenburg                    | Baden-Württemberg         |                    |
| Königssee                | Berchtesgadener Land         | Beieren                   | 5,218              |
| Koenigssee               | Berlijn                      | Berlijn                   |                    |
| Köppchensee              | Berlijn                      | Berlijn                   |                    |
| Köthener See             | Beeskow                      | Brandenburg               | 1,48               |
| Köttinger See            | Erftstadt                    | Noordrijn-Westfalen       |                    |
| Kogeler See              | Kogel                        | Mecklenburg-Voor-Pommeren |                    |
| Kolpinsee                |                              | Brandenburg               |                    |
| Kosenowsee               | Gützkow                      | Mecklenburg-Voor-Pommeren |                    |
| Kotzower See             | Rechlin                      | Mecklenburg-Voor-Pommeren |                    |
| Kraichsee                | Kraichgau                    | Baden-Württemberg         |                    |
| Kraichsee                | Marienwerder                 | Brandenburg               |                    |
| Krakower See             | Krakow am See                | Mecklenburg-Voor-Pommeren | 15,07              |
| Krampnitzsee             |                              | Brandenburg               |                    |
| Kramsee                  | Roggentin                    | Mecklenburg-Voor-Pommeren |                    |
| Krampsee                 | Fahrland                     | Brandenburg               |                    |
| Kramssee                 |                              |                           |                    |
| Krebssee                 | Gülzow-Prüzen                | Mecklenburg-Voor-Pommeren |                    |
| Krebssee                 | Malchow                      | Mecklenburg-Voor-Pommeren |                    |
| Krebssee                 | Mölln                        | Sleeswijk-Holstein        |                    |
| Krebssee                 | Unteres Dahmeland            | Brandenburg               |                    |
| Krebssee                 | Neustrelitz                  | Mecklenburg-Voor-Pommeren |                    |
| Kremmener See            | Kremmen                      | Brandenburg               |                    |
| Kreutzsee                | Kratzeburg                   | Mecklenburg-Voor-Pommeren |                    |
| Krickenbecker Seen       | Nettetal                     | Noordrijn-Westfalen       |                    |
| Krickower See            | Groß Nemerow                 | Mecklenburg-Voor-Pommeren |                    |
| Kriensee                 | Rüdersdorf                   | Brandenburg               |                    |
| Krietower See            |                              | Brandenburg               |                    |
| Krimnicksee              | Unteres Dahmeland            | Brandenburg               |                    |
| Krimpelsee               | Bremen                       | Bremen                    |                    |
| Krombachtalsperre        | Mademühlen                   | Rijnland-Palts            | 0,95               |
| Kronenburger See         |                              | Noordrijn-Westfalen       | 0,27               |
| Krossinsee               | Unteres Dahmeland            | Brandenburg               |                    |
| Krüpelsee                | Unteres Dahmeland            | Brandenburg               |                    |
| Krüselinsee              | Feldberger Seenlandschaft    | Mecklenburg-Voor-Pommeren | 0,63               |
| Krumme Hölle             | Frankfurt (Oder)             | Brandenburg               |                    |
| Krumme Lake              | Berlijn                      | Berlijn                   |                    |
| Krumme Lanke             | Berlijn                      | Berlijn                   | 0,154              |
| Krumme Lanke             |                              | Brandenburg               |                    |
| Krummer See              | Kratzeburg                   | Mecklenburg-Voor-Pommeren |                    |
| Krummer See              | Kargow                       | Mecklenburg-Voor-Pommeren |                    |
| Krummer See              | Roggentin                    | Mecklenburg-Voor-Pommeren |                    |
| Krummer See              | Zwenzow                      | Mecklenburg-Voor-Pommeren |                    |
| Krummer See              | Mehrow                       | Brandenburg               |                    |
| Krummer See              | Schenkendorf                 | Brandenburg               |                    |
| Krummer See              | Am Mellensee                 | Brandenburg               |                    |
| Krummsee                 | Malente                      | Sleeswijk-Holstein        | 0,12               |
| Krummer Waldsee          | Wustrow                      | Mecklenburg-Voor-Pommeren |                    |
| Kruppsee                 | Duisburg                     | Noordrijn-Westfalen       |                    |
| Küchensee                | Murchin                      | Mecklenburg-Voor-Pommeren |                    |
| Küchensee                | Ratzeburg                    | Sleeswijk-Holstein        | 1,79               |
| Küchensee                | Storkow                      | Brandenburg               |                    |
| Kühlensee                | Weitendorf                   | Mecklenburg-Voor-Pommeren |                    |
| Kuhsee                   | Augsburg                     | Beieren                   |                    |
| Kulkwitzer See           | bij Leipzig                  | Saksen                    | 1,5                |
| Kummerower See           | Kummerow                     | Mecklenburg-Voor-Pommeren | 32,55              |
| Kutzingsee               | Storkow                      | Brandenburg               |                    |

### L
| Naam              | Stad/gemeente/district        | Deelstaat                      | Oppervlakte in km²      |
| ----------------- | ----------------------------- | ------------------------------ | ----------------------- |
| Laacher See       | Kreis Ahrweiler               | Rijnland-Palts                 | 3,3                     |
| Laascher See      | Samtgemeinde Gartow           | Nedersaksen                    | 0,4                     |
| Langbürgner See   | Landkreis Rosenheim           | Beieren                        | 1,04                    |
| Lange Renne       | Oelde                         | Noordrijn-Westfalen            |                         |
| Langer See        | Blumenholz                    | Mecklenburg-Voor-Pommeren      |                         |
| Langer See        | Rühn                          | Mecklenburg-Voor-Pommeren      |                         |
| Langer See        | Höhenland                     | Brandenburg                    |                         |
| Langer See        | Märkische Schweiz             | Brandenburg                    |                         |
| Langer See        | Friedersdorf                  | Brandenburg                    |                         |
| Langhagensee      | Neu Poserin                   | Mecklenburg-Voor-Pommeren      |                         |
| Langsee           | Krakow am See                 | Mecklenburg-Voor-Pommeren      |                         |
| Langwieder See    | München                       | Beieren                        | 0,18                    |
| Lankauer See      |                               | Sleeswijk-Holstein             |                         |
| Lanker See        | Holsteinische Schweiz         | Sleeswijk-Holstein             | 3,236                   |
| Lankower See      | bij Schwerin                  | Mecklenburg-Voor-Pommeren      | 0,54                    |
| Lankower See      | bij Ratzeburg                 | Meckl.-Vorp. / Schlesw.-Holst. |                         |
| Lanstroper See    | Dortmund                      | Noordrijn-Westfalen            |                         |
| Laßzinssee        | Berlijn                       | Berlijn                        |                         |
| Latumer See       | Krefeld                       | Noordrijn-Westfalen            |                         |
| Lebbiner See      | Storkow                       | Brandenburg                    |                         |
| Lebehnscher See   | Landkreis Uecker-Randow       | Mecklenburg-Voor-Pommeren      | 0,56                    |
| Lebersee          | Teupitz                       | Brandenburg                    |                         |
| Lehmsee           | Kratzeburg                    | Mecklenburg-Voor-Pommeren      |                         |
| Lehnitzsee        | Fahrland                      | Brandenburg                    |                         |
| Lehnitzsee        | Oranienburg                   | Brandenburg                    |                         |
| Lehnssee          | Biesenthal                    | Brandenburg                    |                         |
| Lengener Meer     | Uplengen                      | Nedersaksen                    | 0,22                    |
| Leibis-Talsperre  | Landkreis Saalfeld-Rudolstadt | Thüringen                      | 1,2 (Flutung andauernd) |
| Leppinsee         | Rechlin                       | Mecklenburg-Voor-Pommeren      | 0,914                   |
| Lerchenauer See   | München                       | Beieren                        | 0,08                    |
| Liblarer See      | Erftstadt                     | Noordrijn-Westfalen            |                         |
| Liebenberger See  | Grünheide                     | Brandenburg                    |                         |
| Liepensee         | Kratzeburg                    | Mecklenburg-Voor-Pommeren      |                         |
| Liepnitzsee       | Wandlitz                      | Brandenburg                    | 1,15                    |
| Lieps             | Blumenholz                    | Mecklenburg-Voor-Pommeren      | 4,31                    |
| Lietzensee        | Berlijn                       | Berlijn                        | 0,065                   |
| Lingensetalsperre | Marienheide                   | Noordrijn-Westfalen            |                         |
| Linstower See     | Dobbin-Linstow                | Mecklenburg-Voor-Pommeren      |                         |
| Lipnitzsee        | Bernau bei Berlin             | Brandenburg                    |                         |
| Lippesee          | Paderborn-Sande               | Noordrijn-Westfalen            | 0,32                    |
| Listertalsperre   | Attendorn                     | Noordrijn-Westfalen            |                         |
| Loheider See      | Duisburg                      | Noordrijn-Westfalen            |                         |
| Lohmer See        | Lohmen                        | Mecklenburg-Voor-Pommeren      |                         |
| Loppersumer Meer  | Südbrookmerland               | Nedersaksen                    | 0,13                    |
| Loppiner See      | Loppin bij Jabel              | Mecklenburg-Voor-Pommeren      |                         |
| Losheimer Stausee | Losheim                       | Saarland                       | 0,31                    |
| Lostener See      | Bad Kleinen                   | Mecklenburg-Voor-Pommeren      | 0,22                    |
| Lottschese        |                               |                                |                         |
| Lubowsee          | Zühlsdorf                     | Brandenburg                    |                         |
| Lucherberger See  | Langerwehe                    | Noordrijn-Westfalen            |                         |
| Luckower See      | Sternberg                     | Mecklenburg-Voor-Pommeren      |                         |
| Lucretiasee       | Brühl                         | Noordrijn-Westfalen            |                         |
| Lußsee            | München                       | Beieren                        | 0,16                    |
| Lübbesee          |                               | Brandenburg                    |                         |
| Lüschower See     | Goldberg                      | Mecklenburg-Voor-Pommeren      |                         |
| Lüttauer See      |                               | Sleeswijk-Holstein             |                         |
| Lutowsee          | Wokuhl-Dabelow                | Mecklenburg-Voor-Pommeren      |                         |

### M
| Naam             | Stad/gemeente/district            | Deelstaat                 | Oppervlakte in km² |
| ---------------- | --------------------------------- | ------------------------- | ------------------ |
| Maassee          | Cambs                             | Mecklenburg-Voor-Pommeren |                    |
| Machnower See    | Berlijn, Kleinmachnow             | Berlijn, Brandenburg      |                    |
| Machnower See    | Rangsdorf                         | Brandenburg               |                    |
| Madbachtalsperre | Rheinbach (Queckenberg)           | Noordrijn-Westfalen       |                    |
| Madlitzer See    | Odervorland                       | Brandenburg               |                    |
| Mäckersee        | Eberswalde                        | Brandenburg               |                    |
| Mätzsee          | Mirow                             | Mecklenburg-Voor-Pommeren |                    |
| Mahndorfer See   | Bremen                            | Bremen                    | 0,06               |
| Maiglöckchensee  | Saterland                         | Nedersaksen               |                    |
| Malchiner See    | Malchin                           | Mecklenburg-Voor-Pommeren | 13,95              |
| Malchower See    | Malchow                           | Mecklenburg-Voor-Pommeren |                    |
| Malchower See    | Berlijn                           | Berlijn                   | 0,74               |
| Malkwitzer See   | Hohen Wangelin                    | Mecklenburg-Voor-Pommeren | 1,09               |
| Margarethensee   | Duisburg                          | Noordrijn-Westfalen       |                    |
| Maschsee         | Hannover                          | Nedersaksen               | 0,78               |
| Massower See     | Massow                            | Mecklenburg-Voor-Pommeren |                    |
| Mastholter See   | Rietberg, Kreis Gütersloh         | Noordrijn-Westfalen       |                    |
| Masurensee       | Duisburg                          | Noordrijn-Westfalen       |                    |
| Maxsee           | Müncheberg                        | Brandenburg               | 0,68               |
| Max-Eyth-See     | Stuttgart                         | Baden-Württemberg         | 0,17               |
| Max-Jordan-See   | Appenweier                        | Baden-Württemberg         |                    |
| Mechower See     | bij Mechow                        | Mecklenburg-Voor-Pommeren | ca. 1,64           |
| Medeweger See    | bij Schwerin                      | Mecklenburg-Voor-Pommeren | 0,95               |
| Meerfelder Maar  | Manderscheid                      | Rijnland-Palts            | 0,24               |
| Mellensee        | Am Mellensee                      | Brandenburg               | 2,20               |
| Melzer See       | Melz                              | Mecklenburg-Voor-Pommeren |                    |
| Melzer See       | Waren                             | Mecklenburg-Voor-Pommeren |                    |
| Menzelsee        | Düsseldorf                        | Noordrijn-Westfalen       |                    |
| Meschesee        | Lobetal                           | Brandenburg               |                    |
| Mickowsee        | Kuhlen-Wendorf                    | Mecklenburg-Voor-Pommeren | 0,61               |
| Miersdorfer See  |                                   | Brandenburg               |                    |
| Mindelsee        | bij Radolfzell                    | Baden-Württemberg         | 1,15               |
| Mirower See      | Mirow                             | Mecklenburg-Voor-Pommeren |                    |
| Mittelprendensee | Marienwerder                      | Brandenburg               |                    |
| Mittelsee        | Höhenland                         | Brandenburg               |                    |
| Mittelsee        | Brühl                             | Noordrijn-Westfalen       |                    |
| Mittelsee        | Blumenholz                        | Mecklenburg-Voor-Pommeren |                    |
| Mittelsee        | Kloster Lehnin                    | Brandenburg               |                    |
| Möhnesee         | Möhnesee                          | Noordrijn-Westfalen       | 10,67              |
| Möllensee        | Grünheide                         | Brandenburg               | 0,61               |
| Möllner See      | Mölln                             | Mecklenburg-Voor-Pommeren |                    |
| Mönchsee         | Villingen-Schwenningen            | Baden-Württemberg         |                    |
| Mönchsee         | Kieve                             | Mecklenburg-Voor-Pommeren |                    |
| Mösersche See    | Brandenburg an der Havel          | Brandenburg               |                    |
| Mössensee        | Mirow                             | Mecklenburg-Voor-Pommeren |                    |
| Molfsee          | Rendsburg-Eckernförde             | Sleeswijk-Holstein        |                    |
| Mondorfer See    | Niederkassel, Troisdorf           | Noordrijn-Westfalen       |                    |
| Moorsee          | Kargow                            | Mecklenburg-Voor-Pommeren |                    |
| Moosweiher       | Freiburg im Breisgau              | Baden-Württemberg         |                    |
| Motzener See     | Motzen                            | Brandenburg               |                    |
| Muchelwitzer See | Crivitz                           | Mecklenburg-Voor-Pommeren |                    |
| Müggelsee        | Berlijn                           | Berlijn                   | 7,5                |
| Mühlenbecker See | Mühlenbeck                        | Brandenburg               |                    |
| Mühlensee        | Ankershagen                       | Mecklenburg-Voor-Pommeren | 0,80               |
| Mühlensee        | Godern                            | Mecklenburg-Voor-Pommeren |                    |
| Mühlenteich      | Wismar                            | Mecklenburg-Voor-Pommeren |                    |
| Mühlenteich      | Bad Schwartau                     | Sleeswijk-Holstein        |                    |
| Mühlenteich      | Seelow-Land                       | Brandenburg               |                    |
| Mühlenteich      | Kloster Lehnin                    | Brandenburg               |                    |
| Müllersee        | Rheinmünster                      | Baden-Württemberg         |                    |
| Müritz           | Waren                             | Mecklenburg-Voor-Pommeren | 117                |
| Mürtzsee         | Blumenholz                        | Mecklenburg-Voor-Pommeren |                    |
| Mummelsee        | Seebach                           | Baden-Württemberg         |                    |
| Murchiner See    | Murchin                           | Mecklenburg-Voor-Pommeren |                    |
| Murner See       | Schwandorf / Oberpfälzer Seenland | Beieren                   | 0,94               |

### N
| Naam                   | Stad/gemeente/district | Deelstaat                 | Oppervlakte in km² |
| ---------------------- | ---------------------- | ------------------------- | ------------------ |
| Nagoldtalsperre        | Grömbach, Seewald      | Baden-Württemberg         | 0,3974             |
| Neckarursprung         | Villingen-Schwenningen | Baden-Württemberg         |                    |
| Nebelsee               | Lärz                   | Mecklenburg-Voor-Pommeren |                    |
| Neffelsee              |                        | Noordrijn-Westfalen       |                    |
| Nehmitzsee             | Rheinsberg             | Brandenburg               | 1,61               |
| Nettebruch             | Nettetal               | Noordrijn-Westfalen       | 0,132              |
| Netzener See           | Kloster Lehnin         | Brandenburg               |                    |
| Neuendorfer See        | Berlijn                | Berlijn                   |                    |
| Neuendorfer See        | Am Mellensee           | Brandenburg               | 2,97               |
| Neuklostersee          | Neukloster             | Mecklenburg-Voor-Pommeren | 2,99               |
| Neumühler See          | Schwerin               | Mecklenburg-Voor-Pommeren | 1,72               |
| Neurather See          | Grevenbroich           | Noordrijn-Westfalen       |                    |
| Neustädter See         | Neustadt-Glewe         | Mecklenburg-Voor-Pommeren | 1,29               |
| Neustädter See         | Maagdenburg            | Saksen-Anhalt             | 0,6                |
| Neyetalsperre          | Wipperfürth            | Noordrijn-Westfalen       | 0,68               |
| Nieder Neuendorfer See | Berlijn, Hennigsdorf   | Berlijn, Brandenburg      |                    |
| Niedersonthofener See  | Immenstadt im Allgäu   | Beieren                   | 1,35               |
| Nierssee               |                        | Noordrijn-Westfalen       |                    |
| Nikolassee             | Berlijn                | Berlijn                   | 0,056              |
| Nonnenmattweiher       | Zuid-Zwarte Woud       | Baden-Württemberg         |                    |
| Nymphensee             | Brieselang             | Brandenburg               |                    |

### O
| Naam                   | Stad/gemeente/district | Deelstaat                 | Oppervlakte in km² |
| ---------------------- | ---------------------- | ------------------------- | ------------------ |
| Oberharzer Teiche      | Clausthal-Zellerfeld   | Nedersaksen               |                    |
| Obernautalsperre       | Netphen                | Noordrijn-Westfalen       | 0,86               |
| Oberrheinsee           | Rheinmünster           | Baden-Württemberg         |                    |
| Oberuckersee           | Warnitz                | Brandenburg               | 6,85               |
| Obersee                | Berlijn                | Berlijn                   | 0,04               |
| Obersee                | Hürth                  | Noordrijn-Westfalen       |                    |
| Obersee                | Lanke                  | Brandenburg               |                    |
| Obersee                | Bielefeld              | Noordrijn-Westfalen       | 0,2                |
| Oderteich              | Oberharz               | Nedersaksen               | 0,3                |
| Oelderteich            | Dülmen                 | Noordrijn-Westfalen       |                    |
| Oestertalsperre        | Plettenberg            | Noordrijn-Westfalen       | 0,245              |
| Oetteliner See         | Zepelin                | Mecklenburg-Voor-Pommeren |                    |
| Offlumer See           | Neuenkirchen           | Noordrijn-Westfalen       | 0,5                |
| Ohlenstedter Quellseen | Ohlenstedt             | Nedersaksen               |                    |
| Örkhaussee             | Hilden                 | Noordrijn-Westfalen       |                    |
| Ohra-Talsperre         | bij Gotha              | Thüringen                 | 0,82               |
| Okerstausee            | Harz                   | Nedersaksen               | 2,25               |
| Olchinger See          | Olching                | Beieren                   | 0,144              |
| Oleftalsperre          | Euskirchen             | Noordrijn-Westfalen       | 1,1                |
| Ölpersee               | Braunschweig           | Nedersaksen               | 15,85              |
| Opfinger See           | Freiburg im Breisgau   | Baden-Württemberg         |                    |
| Ophovener Seen         | Wassenberg             | Noordrijn-Westfalen       |                    |
| Orankesee              | Berlijn                | Berlijn                   | 0,04               |
| Orthsee                | Hohen Wangelin         | Mecklenburg-Voor-Pommeren |                    |
| Ortmannsee             | Witzin                 | Mecklenburg-Voor-Pommeren |                    |
| Ostallgäuer Seen       | Nesselwang             | Beieren                   |                    |
| Osterseen              | Weilheim-Schongau      | Beieren                   | 3,6                |
| Ostholzer Moor         | Lüneburger Heide       | Nedersaksen               |                    |
| Ostorfer See           | Schwerin               | Mecklenburg-Voor-Pommeren | 2,089              |
| Ottermeer              | Wiesmoor               | Nedersaksen               |                    |
| Otto-Maigler-See       | Hürth                  | Noordrijn-Westfalen       |                    |

### P
| Naam                | Stad/gemeente/district   | Deelstaat                 | Oppervlakte in km² |
| ------------------- | ------------------------ | ------------------------- | ------------------ |
| Pagelsee            | Kratzeburg               | Mecklenburg-Voor-Pommeren |                    |
| Panzertalsperre     | Remscheid                | Noordrijn-Westfalen       |                    |
| Papillensee         | Märkische Schweiz        | Brandenburg               |                    |
| Pappelsee           | Kamp-Lintfort            | Noordrijn-Westfalen       |                    |
| Pappelsee           | Dietingen                | Baden-Württemberg         |                    |
| Parksee             |                          |                           |                    |
| Parsteiner See      | Brodowin                 | Brandenburg               | 10,03              |
| Partwitzer See      |                          | Brandenburg, Saksen       | 11,2               |
| Parumer See         | Güstrow                  | Mecklenburg-Voor-Pommeren | 2,07               |
| Paschensee          | Kreis Parchim            | Mecklenburg-Voor-Pommeren | 0,52               |
| Passader See        | Passade                  | Sleeswijk-Holstein        | 2,73               |
| Passower See        | Passow                   | Mecklenburg-Voor-Pommeren |                    |
| Pätzer Hintersee    |                          | Brandenburg               |                    |
| Pätzer Vordersee    | Friedersdorf             | Brandenburg               |                    |
| Pechsee             | Berlijn                  | Berlijn                   |                    |
| Pechteichsee        | Finowfurt                | Brandenburg               |                    |
| Peetschsee          | Wustrow                  | Mecklenburg-Voor-Pommeren |                    |
| Peetzsee            | Grünheide                | Brandenburg               | 0,61               |
| Penzliner See       | Penzlin                  | Mecklenburg-Voor-Pommeren |                    |
| Pelhamer See        | Stephanskirchen          | Beieren                   | 0,71               |
| Peringssee          | Bedburg, Bergheim        | Noordrijn-Westfalen       |                    |
| Perlenbachtalsperre | Monschau                 | Noordrijn-Westfalen       | 0,15               |
| Perlsee             | Cham                     | Beieren                   | 0,07               |
| Petersdorfer See    | Malchow                  | Mecklenburg-Voor-Pommeren |                    |
| Petersdorfer See    | Odervorland              | Brandenburg               |                    |
| Pfaffenteich        | Schwerin                 | Mecklenburg-Voor-Pommeren | 0,123              |
| Pfählingssee        | Zossen                   | Brandenburg               |                    |
| Pfarrsee            | Wokuhl-Dabelow           | Mecklenburg-Voor-Pommeren |                    |
| Pichelssee          | Berlijn                  | Berlijn                   |                    |
| Pilsensee           | Seefeld                  | Beieren                   | 1,95               |
| Pingsdorfer See     | Brühl                    | Noordrijn-Westfalen       |                    |
| Pinnsee             | Mölln                    | Sleeswijk-Holstein        | 0,025              |
| Pinnower See        | Berlijn                  | Berlijn                   |                    |
| Pinnower See        | Pinnow                   | Mecklenburg-Voor-Pommeren | 2,59               |
| Plasterinsee        | Neustrelitz              | Mecklenburg-Voor-Pommeren |                    |
| Plattinsee          | Wustrow                  | Mecklenburg-Voor-Pommeren |                    |
| Plauer See          | Plau am See              | Mecklenburg-Voor-Pommeren | 38,4               |
| Plauer See          | Brandenburg an der Havel | Brandenburg               |                    |
| Plöner See          | Plön                     | Sleeswijk-Holstein        | 30,0               |
| Ploggensee          | Grevesmühlen             | Mecklenburg-Voor-Pommeren | 0,165              |
| Plötscher See       | Ratzeburg                | Sleeswijk-Holstein        |                    |
| Plötzensee          | Berlijn                  | Berlijn                   | 0,077              |
| Plötzensee          | Bernau bei Berlin        | Brandenburg               |                    |
| Plötzensee          | Plau am See              | Mecklenburg-Voor-Pommeren |                    |
| Pohlesee            | Berlijn                  | Berlijn                   |                    |
| Poelvenn(see)       | Nettetal                 | Noordrijn-Westfalen       | 0,245              |
| Pomelsee            | Wesenberg                | Mecklenburg-Voor-Pommeren |                    |
| Postsee             | Preetz                   | Sleeswijk-Holstein        | 2,764              |
| Prelitzsee          | Rechlin                  | Mecklenburg-Voor-Pommeren |                    |
| Prierowsee          | Zossen                   | Brandenburg               |                    |
| Priesterbäkersee    | Kargow                   | Mecklenburg-Voor-Pommeren |                    |
| Priestersee         | Grünheide                | Brandenburg               |                    |
| Prüzener See        | Gülzow-Prüzen            | Mecklenburg-Voor-Pommeren |                    |
| Pulheimer See       | Pulheim                  | Noordrijn-Westfalen       |                    |
| Pulvermaar          | Daun                     | Rijnland-Palts            | 0,335              |
| Putzarer See        | Spantekow                | Mecklenburg-Voor-Pommeren | 1,68               |

### Q
| Naam     | Stad/gemeente/district   | Deelstaat   | Oppervlakte in km² |
| -------- | ------------------------ | ----------- | ------------------ |
| Quenzsee | Brandenburg an der Havel | Brandenburg |                    |

### R
| Naam                   | Stad/gemeente/district | Deelstaat                 | Oppervlakte in km² |
| ---------------------- | ---------------------- | ------------------------- | ------------------ |
| Raakesee               | Saterland              | Nedersaksen               |                    |
| Rachelsee              | Beierse Woud           | Beieren                   | 0,037              |
| Radbodsee              | Hamm                   | Noordrijn-Westfalen       |                    |
| Radener See            | Lalendorf              | Mecklenburg-Voor-Pommeren |                    |
| Rätzsee                | Wustrow                | Mecklenburg-Voor-Pommeren |                    |
| Ragunsee               | Mirow                  | Mecklenburg-Voor-Pommeren |                    |
| Rahmer See             | Duisburg               | Noordrijn-Westfalen       |                    |
| Rahmer See             | Wandlitz               | Brandenburg               |                    |
| Rammsee                | Molfsee                | Rendsburg-Eckernförde     |                    |
| Rangsdorfer See        | Rangsdorf              | Brandenburg               |                    |
| Rantzauer See          | Barmstedt              | Sleeswijk-Holstein        |                    |
| Rappbode-Talsperre     |                        | Saksen-Anhalt             | 3,9                |
| Ratzeburger See        | Ratzeburg              | Sleeswijk-Holstein        | 14,3               |
| Rederangsee            | Kargow                 | Mecklenburg-Voor-Pommeren |                    |
| Regenbogensee          | Wandlitz               | Brandenburg               | 0,0285             |
| Reimershagener See     | Reimershagen           | Mecklenburg-Voor-Pommeren |                    |
| Reitbahnsee            | Neubrandenburg         | Mecklenburg-Voor-Pommeren |                    |
| Remberger See          | Duisburg               | Noordrijn-Westfalen       |                    |
| Retssee                |                        | Brandenburg               |                    |
| Reutemattensee         | Freiburg im Breisgau   | Baden-Württemberg         |                    |
| Rheinsberger See       | Ostprignitz-Ruppin     | Brandenburg               |                    |
| Riebener See           |                        | Brandenburg               |                    |
| Riegsee                | Murnau                 | Beieren                   | 1,88               |
| Rießersee              |                        |                           |                    |
| Rietberger Teich       | Rietberg               | Noordrijn-Westfalen       | 4,5                |
| Rietzer See            | Kloster Lehnin         | Brandenburg               |                    |
| Riewendsee             |                        | Brandenburg               |                    |
| Risisee                | Achern                 | Baden-Württemberg         |                    |
| Rittermannshagener See | Lansen-Schönau         | Mecklenburg-Voor-Pommeren |                    |
| Riveristalsperre       | Riveris                | Rijnland-Palts            | 0,27               |
| Röblinsee              | Fürstenberg/Havel      | Brandenburg               |                    |
| Roddersee              | Erftstadt              | Noordrijn-Westfalen       |                    |
| Röddelinsee            |                        |                           |                    |
| Röggeliner See         | Klocksdorf             | Mecklenburg-Voor-Pommeren | 1,77               |
| Roither Weiher         | Regensburg             | Beieren                   |                    |
| Römersee               | Krefeld                | Noordrijn-Westfalen       |                    |
| Rönnbergsee            | Buchholz               | Mecklenburg-Voor-Pommeren |                    |
| Röthsee                | Kratzeburg             | Mecklenburg-Voor-Pommeren |                    |
| Rohrsee                | Bad Wurzach            | Baden-Württemberg         | 0,56               |
| Rossenrayer See        | Kamp-Lintfort          | Noordrijn-Westfalen       |                    |
| Rotbachsee             | Dinslaken              | Noordrijn-Westfalen       |                    |
| Rotemoorsee            | Wesenberg              | Mecklenburg-Voor-Pommeren |                    |
| Roter See              | Brüel                  | Mecklenburg-Voor-Pommeren |                    |
| Roter See              | Roggentin              | Mecklenburg-Voor-Pommeren |                    |
| Rothener See           | Borkow                 | Mecklenburg-Voor-Pommeren |                    |
| Rothsee                | bij Neurenberg         | Beieren                   | 2,1                |
| Rothsee                | Augsburg               | Beieren                   |                    |
| Rottauer See           |                        | Beieren                   |                    |
| Rotter See             | Troisdorf              | Noordrijn-Westfalen       |                    |
| Rudower See            | Lenzen (Elbe)          | Brandenburg               | 1,75               |
| Rübensee               | Warin                  | Mecklenburg-Voor-Pommeren |                    |
| Rühner See             | bij Bützow             | Mecklenburg-Voor-Pommeren | 0,99               |
| Rützenfelder See       | Kittendorf             | Mecklenburg-Voor-Pommeren |                    |
| Rugensee               | Rugensee               | Mecklenburg-Voor-Pommeren | 0,55               |
| Ruggenbruchsee         | Osnabrück              | Nedersaksen               | 0,64               |
| Ruhlsdorfer See        | Strausberg             | Brandenburg               |                    |
| Rummelsburger See      | Berlijn                | Berlijn                   |                    |
| Ruppiner See           | Neuruppin              | Brandenburg               | 8,4                |
| Rurtalsperre           | Simmerath, Heimbach    | Noordrijn-Westfalen       | 7,83               |
| Russweiher             | Eschenbach             | Beieren                   |                    |

### S
| Naam                      | Stad/gemeente/district                      | Deelstaat                 | Oppervlakte in km² |
| ------------------------- | ------------------------------------------- | ------------------------- | ------------------ |
| Saaler Mühlenteich        | Bergisch Gladbach                           | Noordrijn-Westfalen       |                    |
| Sabelsee                  | Siggelkow                                   | Mecklenburg-Voor-Pommeren |                    |
| Sacrower Lanke            |                                             | Brandenburg               |                    |
| Sacrower See              | Potsdam                                     | Brandenburg               | 1,07               |
| Sager Meer                | (zie: Großes/Kleines Sager Meer)            | Nedersaksen               |                    |
| Salinensee                | Bad Dürrheim                                | Baden-Württemberg         |                    |
| Salzgittersee             | Salzgitter                                  | Nedersaksen               | 0,75               |
| Samoler See               | Alt Schwerin                                | Mecklenburg-Voor-Pommeren |                    |
| Sander See                | Sande                                       | Nedersaksen               |                    |
| Sandsee                   | Dobbertin                                   | Mecklenburg-Voor-Pommeren |                    |
| Sandwater                 | Ihlow                                       | Nedersaksen               | 0,25 (ohne Schilf) |
| Santower See              | Warnow                                      | Mecklenburg-Voor-Pommeren |                    |
| Sausuhlensee              | Berlijn                                     | Berlijn                   |                    |
| Schaalsee                 | Zarrentin am Schaalsee                      | Mecklenburg-Voor-Pommeren | 23,4               |
| Schäfersee                | Berlijn                                     | Berlijn                   |                    |
| Schafhölle                | Frankfurt (Oder)                            | Brandenburg               |                    |
| Schafirrsee               | Ingolstadt                                  | Beieren                   |                    |
| Schalentiner See          | Rom                                         | Mecklenburg-Voor-Pommeren |                    |
| Schalkenmehrener Maar     | Daun                                        | Rijnland-Palts            |                    |
| Schampsee                 | Kloster Lehnin                              | Brandenburg               |                    |
| Schaplowsee               | Storkow                                     | Brandenburg               |                    |
| Scharfe Lanke             | Berlijn                                     | Berlijn                   |                    |
| Scharmützelsee            | Storkow                                     | Brandenburg               | 12,07              |
| Schermützelsee            | Märkische Schweiz                           | Brandenburg               | 1,35               |
| Schevelinger Talsperre    | Wipperfürth                                 | Noordrijn-Westfalen       | 0,08               |
| Schierensee               | Grebin                                      | Sleeswijk-Holstein        | 0,15               |
| Schilfsee                 | Troisdorf                                   | Noordrijn-Westfalen       |                    |
| Schlachtensee             | Berlijn                                     | Berlijn                   | 0,421              |
| Schlänitzsee              | Potsdam                                     | Brandenburg               |                    |
| Schliersee                | Miesbach                                    | Beieren                   | 2,22               |
| Schloppsee                | Langeoog                                    | Nedersaksen               |                    |
| Schlossblicksee           | Offenburg                                   | Baden-Württemberg         |                    |
| Schlosssee                | Prötzel                                     | Brandenburg               |                    |
| Schluchsee                | Breisgau-Hochschwarzwald                    | Baden-Württemberg         | 5,14               |
| Schluensee                | Plön                                        | Sleeswijk-Holstein        | 1,27               |
| Schmachter See            | Binz                                        | Mecklenburg-Voor-Pommeren | 1,18               |
| Schmaler Luzin            | Feldberger Seenlandschaft                   | Mecklenburg-Voor-Pommeren | 1,45               |
| Schmaler See              |                                             | Brandenburg               |                    |
| Schmalsee                 |                                             | Sleeswijk-Holstein        |                    |
| Schmielensee              | Seelow-Land                                 | Brandenburg               |                    |
| Schmöldesee               | Friedersdorf                                | Brandenburg               |                    |
| Schmollensee              | auf Usedom                                  | Mecklenburg-Voor-Pommeren | 5,03               |
| Schöhsee                  | Plön                                        | Sleeswijk-Holstein        |                    |
| Schreckensbergsee         | Dietingen                                   | Baden-Württemberg         |                    |
| Schreisee                 | Wesenberg                                   | Mecklenburg-Voor-Pommeren |                    |
| Schrolik(see)             | Nettetal                                    | Noordrijn-Westfalen       | 0,155              |
| Schulensee                | Molfsee                                     | Rendsburg-Eckernförde     |                    |
| Schulzensee               | Bredereiche                                 | Brandenburg               |                    |
| Schulzensee               | Chorin                                      | Brandenburg               |                    |
| Schulzensee               | Gramzow                                     | Brandenburg               |                    |
| Schulzensee               | Groß Köris                                  | Brandenburg               |                    |
| Schulzensee               | Klein Trebbow                               | Brandenburg               |                    |
| Schulzensee               | Kratzeburg                                  | Mecklenburg-Voor-Pommeren |                    |
| Schulzensee               | Lärz                                        | Mecklenburg-Voor-Pommeren |                    |
| Schulzensee               | Helpt-Pasenow                               | Mecklenburg-Voor-Pommeren |                    |
| Schulzensee               | Mirow-Peetsch                               | Mecklenburg-Voor-Pommeren |                    |
| Schulzensee               | Sperenberg                                  | Brandenburg               | 0,03               |
| Schulzensee               | Mirow-Starsow                               | Mecklenburg-Voor-Pommeren |                    |
| Schulzensee               | Waldsee                                     | Mecklenburg-Voor-Pommeren |                    |
| Schwafheimer See          | Moers                                       | Noordrijn-Westfalen       |                    |
| Schwalbensee              | Troisdorf                                   | Noordrijn-Westfalen       |                    |
| Schwaltenweiher           | Seeg                                        | Beieren                   | 0,3                |
| Schwanensee               | Friesoythe                                  | Nedersaksen               |                    |
| Schwarzbachtalsperre      | Forbach                                     | Baden-Württemberg         |                    |
| Schwarzer See             | Borkow                                      | Mecklenburg-Voor-Pommeren |                    |
| Schwarzer See             | Krakow am See                               | Mecklenburg-Voor-Pommeren |                    |
| Schwarzer See             | Garbsen                                     | Nedersaksen               | 0,05               |
| Schwarzer See             | Schwarz                                     | Mecklenburg-Voor-Pommeren |                    |
| Schwarzer See             | Seelow-Land                                 | Brandenburg               |                    |
| Schwärzesee               | Biesenthal-Barnim                           | Brandenburg               |                    |
| Schwarzwassersee          | Berlijn                                     | Berlijn                   |                    |
| Schwedtsee                | Fürstenberg/Havel                           | Brandenburg               |                    |
| Schweingartensee          | Neustrelitz                                 | Mecklenburg-Voor-Pommeren | 0,72               |
| Schweriner See            | Schwerin                                    | Mecklenburg-Voor-Pommeren | 61,54              |
| Schweriner See            | Storkow                                     | Brandenburg               |                    |
| Schwielochsee             | Schwielowsee, Dahme-Spreewald               | Brandenburg               | 11,7               |
| Schumkesee                | Am Mellensee                                | Brandenburg               |                    |
| Seddinsee                 | Berlijn                                     | Berlijn                   | 2,81               |
| Sedlitzer See             | Senftenberg                                 | Brandenburg               | 13,3               |
| Seeburger See             | Landkreis Göttingen                         | Nedersaksen               | 0,865              |
| Seechen                   | Bestensee                                   | Brandenburg               |                    |
| Seeger Seen               | Seeg                                        | Beieren                   |                    |
| Seehamer See              | Miesbach                                    | Beieren                   | 1,47               |
| Seilersee                 | Iserlohn                                    | Noordrijn-Westfalen       |                    |
| Selchower See             |                                             | Brandenburg               |                    |
| Selenter See              | Selent                                      | Sleeswijk-Holstein        | 22,4               |
| Sellenzugsee              |                                             | Brandenburg               |                    |
| Senftenberger See         | Senftenberg                                 | Brandenburg               | 13,00              |
| Sengbachtalsperre         | Solingen                                    | Noordrijn-Westfalen       | 0,2                |
| Sentigsee                 | Achern                                      | Baden-Württemberg         |                    |
| Serrahner See             | Kuchelmiß                                   | Mecklenburg-Voor-Pommeren |                    |
| Sieglarer See             | Troisdorf                                   | Noordrijn-Westfalen       |                    |
| Siethener See             | Ludwigsfelde                                | Brandenburg               |                    |
| Sieverner See             |                                             |                           |                    |
| Silbersee                 | Bobenheim-Roxheim                           | Rijnland-Palts            | 1,12               |
| Silbersee                 | Brühl                                       | Noordrijn-Westfalen       |                    |
| Silbersee                 | Düsseldorf                                  | Noordrijn-Westfalen       |                    |
| Silbersee                 | Habichtswald                                | Hessen                    |                    |
| Silbersee                 | Haltern am See                              | Noordrijn-Westfalen       |                    |
| Silbersee                 | Hoyerswerda                                 | Saksen                    |                    |
| Silbersee                 | Langenhagen                                 | Nedersaksen               |                    |
| Silbersee                 | Leverkusen                                  | Noordrijn-Westfalen       |                    |
| Silbersee                 | Moers                                       | Noordrijn-Westfalen       |                    |
| Silbersee                 | Neuss                                       | Noordrijn-Westfalen       |                    |
| Siebersteiner Stausee     | Reichshof                                   | Noordrijn-Westfalen       |                    |
| Simssee                   | Rosenheim                                   | Beieren                   | 6,49               |
| Sorpesee                  | Hochsauerlandkreis                          | Noordrijn-Westfalen       | 3,3                |
| Sösestausee               |                                             |                           |                    |
| Spandauer See             | Berlijn                                     | Berlijn                   |                    |
| Specker See               | Kargow                                      | Mecklenburg-Voor-Pommeren |                    |
| Spekte-Lake               | Berlijn                                     | Berlijn                   |                    |
| Spendiner See             | Dobbertin                                   | Mecklenburg-Voor-Pommeren |                    |
| Spieksee                  | Rhede                                       | Nedersaksen               |                    |
| Spitzingsee               | Miesbach                                    | Beieren                   | 0,283              |
| Springesee                | Limsdorf                                    | Brandenburg               | 0,59               |
| Sputesee                  |                                             | Brandenburg               |                    |
| Staffelsee                | Garmisch-Partenkirchen                      | Beieren                   | 7,66               |
| Stafsee                   | Neuhardenberg                               | Brandenburg               |                    |
| Stahnsdorfer See          | Storkow                                     | Brandenburg               |                    |
| Stallenberger Fischteiche | Siegburg                                    | Noordrijn-Westfalen       |                    |
| Starnberger See           | Starnberg                                   | Beieren                   | 56,36              |
| Stausee Kleine Kinzig     | Alpirsbach                                  | Baden-Württemberg         | 0,62               |
| Stausee Losheim           | Losheim am See                              | Saarland                  | 0,31               |
| Stausee Oberilzmühle      | Passau                                      | Beieren                   |                    |
| Stechlinsee               | Oberhavel                                   | Brandenburg               | 4,25               |
| Steinbachtalsperre        | Birkenfeld                                  | Rijnland-Palts            | 0,33               |
| Steinbachtalsperre        | Euskirchen                                  | Noordrijn-Westfalen       | 0,146              |
| Steinberger See           | Landkreis Schwandorf / Oberpfälzer Seenland | Beieren                   | 1,84               |
| Steinbergsee              | Berlijn                                     | Berlijn                   |                    |
| Steinhövelsee             |                                             | Brandenburg               |                    |
| Steinhuder Meer           | bij Hannover                                | Nedersaksen               | 29,12              |
| Steinsee                  | Neuwied                                     | Rijnland-Palts            |                    |
| Steller See               | Stuhr / Groß Mackenstedt                    | Nedersaksen               |                    |
| Sterlinsee                | Biesenthal-Barnim                           | Brandenburg               |                    |
| Sternebecker See          | Prötzel                                     | Brandenburg               |                    |
| Stienitzsee               | Rüdersdorf                                  | Brandenburg               | 2,12               |
| Stocksee                  | Landkreis Segeberg                          | Sleeswijk-Holstein        | 2,10               |
| Stöckenbergsee            | Leverkusen                                  | Noordrijn-Westfalen       |                    |
| Stölpchensee              | Berlijn                                     | Berlijn                   |                    |
| Stolzenhagener See        | Wandlitz                                    | Brandenburg               |                    |
| Storchensee               | Troisdorf                                   | Noordrijn-Westfalen       |                    |
| Störitzsee                | Grünheide                                   | Brandenburg               |                    |
| Stößensee                 | Berlijn                                     | Berlijn                   |                    |
| Straussee                 | Strausberg                                  | Brandenburg               | 1,36               |
| Streesee                  | Biesenthal-Barnim                           | Brandenburg               |                    |
| Streganzer See            | Friedersdorf                                | Brandenburg               |                    |
| Strehlesee                | Wandlitz                                    | Brandenburg               |                    |
| Suckwitzer See            | Lohmen                                      | Mecklenburg-Voor-Pommeren |                    |
| Sürlingsee                | Mirow                                       | Mecklenburg-Voor-Pommeren |                    |
| Süßer See                 | Mansfelder Land                             | Saksen-Anhalt             | 2,68               |
| Suhrer See                | bij Plön                                    | Sleeswijk-Holstein        | 1,43               |
| Suitbertussee             | Düsseldorf                                  | Noordrijn-Westfalen       |                    |
| Summter See               | Mühlenbeck                                  | Brandenburg               |                    |
| Sumpfsee                  | Güstrow                                     | Mecklenburg-Voor-Pommeren |                    |
| Sumpfsee                  | Lärz                                        | Mecklenburg-Voor-Pommeren |                    |
| Surwolder Freizeitsee     | Samtgemeinde Nordhümmling                   | Nedersaksen               |                    |
| Swarte Moor               | Oldenburg                                   | Nedersaksen               |                    |
| Sylvensteinsee            | Lenggries                                   | Beieren                   | 6,6                |

### T
| Naam                          | Stad/gemeente/district        | Deelstaat                 | Oppervlakte in km² |
| ----------------------------- | ----------------------------- | ------------------------- | ------------------ |
| Tachinger See                 | Traunstein                    | Beieren                   | 2,36               |
| Tangahnsee                    | Groß Kelle                    | Mecklenburg-Voor-Pommeren |                    |
| Tankumsee                     | Gifhorn                       | Nedersaksen               | 0,62               |
| Tannensee                     | Kratzeburg                    | Mecklenburg-Voor-Pommeren | 0,33               |
| Taschensee                    | Scharbeutz                    | Sleeswijk-Holstein        | 0,4                |
| Tauchowsee                    | Alt Schwerin                  | Mecklenburg-Voor-Pommeren |                    |
| Teschendorfer See             | Mecklenburgische Seenplatte   | Mecklenburg-Voor-Pommeren | 0,43               |
| Tegeler See                   | Berlijn                       | Berlijn                   | 3,843              |
| Tegernsee                     | Miesbach                      | Beieren                   | 8,934              |
| Templiner See                 | Potsdam                       | Brandenburg               | 5,11               |
| Tempziner See                 | Blankenberg                   | Mecklenburg-Voor-Pommeren | 1,6                |
| Ternscher See                 | Selm                          | Noordrijn-Westfalen       |                    |
| Teterower See                 | Teterow                       | Mecklenburg-Voor-Pommeren | 3,36               |
| Teufelssee                    | Berlijn                       | Berlijn                   | 0,024              |
| Teufelssee                    | Berlijn                       | Berlijn                   | 0,016              |
| Teufelssee                    | Niedereschach                 | Baden-Württemberg         |                    |
| Teufelssee                    | Nuthetal                      | Brandenburg               |                    |
| Teupitzer See                 |                               | Brandenburg               |                    |
| Thülsfelder Stausee           | Friesoythe, Garrel, Molbergen | Nedersaksen               | 1,70               |
| Thürensee                     | Lärz                          | Mecklenburg-Voor-Pommeren |                    |
| Thumsee                       | Berchtesgadener Land          | Beieren                   | 0,138              |
| Tiefer See                    | Potsdam                       | Brandenburg               |                    |
| Tiefer See                    | Neu Gaarz                     | Mecklenburg-Voor-Pommeren | 0,76               |
| Tiefer Trebbower See          | Neustrelitz                   | Mecklenburg-Voor-Pommeren | 0,41               |
| Tiefer Ziest                  | Lalendorf                     | Mecklenburg-Voor-Pommeren | 0,488              |
| Tiefwarensee                  | Waren                         | Mecklenburg-Voor-Pommeren | 1,41               |
| Tilessensee                   | Dorsten                       | Noordrijn-Westfalen       |                    |
| Tillysee                      | Oldenburg                     | Nedersaksen               |                    |
| Timmeler Meer                 | Aurich                        | Nedersaksen               |                    |
| Titisee                       | Titisee-Neustadt              | Baden-Württemberg         | 1,3                |
| Todnitzsee                    | Bestensee                     | Brandenburg               |                    |
| Toeppersee                    | Duisburg                      | Noordrijn-Westfalen       | 0,53               |
| Tollensesee                   | Neubrandenburg                | Mecklenburg-Voor-Pommeren | 17,9               |
| Torgelower See                | Torgelow am See               | Mecklenburg-Voor-Pommeren |                    |
| Torfvennteich                 | Haltern am See                | Noordrijn-Westfalen       |                    |
| Tornower See                  |                               | Brandenburg               |                    |
| Toter See                     | Mühlenbecker Land             | Brandenburg               |                    |
| Trais-Horloffer See           | Hungen, Gießen                | Hessen                    | 0,335              |
| Tralow                        | Lärz                          | Mecklenburg-Voor-Pommeren | 1,63               |
| Trammer See                   | bij Plön                      | Sleeswijk-Holstein        |                    |
| Trebelsee                     | Ketzin                        | Brandenburg               |                    |
| Trebuser See                  | Fürstenwalde/Spree            | Brandenburg               |                    |
| Treibsee                      | Bühlerzell                    | Baden-Württemberg         |                    |
| Trenntsee                     | Witzin                        | Mecklenburg-Voor-Pommeren |                    |
| Treptowsee                    | bij Parchim                   | Mecklenburg-Voor-Pommeren | 0,60               |
| Tresdorfer See                | bij Plön                      | Sleeswijk-Holstein        | 1,12               |
| Tressower See                 | bij Tressow                   | Mecklenburg-Voor-Pommeren | 0,64               |
| Triensee                      | Murchin                       | Mecklenburg-Voor-Pommeren |                    |
| Trinkensee                    | Lärz                          | Mecklenburg-Voor-Pommeren |                    |
| Trinkwassertalsperre Frauenau | Regen                         | Beieren                   | 0,94               |
| Trinnensee                    | Ankershagen                   | Mecklenburg-Voor-Pommeren |                    |
| Trüber See                    | Friedersdorf                  | Brandenburg               |                    |
| Tüskendörsee                  | Borkum                        | Nedersaksen               |                    |
| Tüzer See                     | Kriesow                       | Mecklenburg-Voor-Pommeren |                    |
| Tunisee                       | Freiburg im Breisgau          | Baden-Württemberg         |                    |
| Tunxdorfer Waldsee            | Papenburg                     | Nedersaksen               |                    |
| Tweelbäker See                | Oldenburg                     | Nedersaksen               |                    |

### U
| Naam               | Stad/gemeente/district | Deelstaat                 | Oppervlakte in km² |
| ------------------ | ---------------------- | ------------------------- | ------------------ |
| Überlinger See     | Überlingen             | Baden-Württemberg         | 61                 |
| Uckleysee          | Königs Wusterhausen    | Brandenburg               |                    |
| Üdersee            | Finowfurt              | Brandenburg               |                    |
| Uettelsheimer See  | Duisburg               | Noordrijn-Westfalen       | 0,23               |
| Ümminger See       | Bochum                 | Noordrijn-Westfalen       | 0,11               |
| Ulmener Maar       | Ulmen                  | Rijnland-Palts            |                    |
| Ulrichshusener See | Ulrichshusen           | Mecklenburg-Voor-Pommeren |                    |
| Ulmbachtalsperre   | Lahn-Dill-Kreis        | Hessen                    | 0,1775             |
| Ungeheuersee       | Weisenheim am Berg     | Rijnland-Palts            | ?                  |
| Unisee             | Bremen                 | Bremen                    | 0,37               |
| Unterbacher See    | Düsseldorf             | Noordrijn-Westfalen       | 0,95               |
| Untersee           | Brühl                  | Noordrijn-Westfalen       |                    |
| Unteruckersee      | Prenzlau               | Brandenburg               | 10,70              |
| Upahler See        | bij Güstrow            | Mecklenburg-Voor-Pommeren | 1,07               |
| Uphuser Meer       | Emden                  | Nedersaksen               |                    |
| Urfttalsperre      | Schleiden              | Noordrijn-Westfalen       | 2,3                |
| Useriner See       | Userin                 | Mecklenburg-Voor-Pommeren |                    |

### V
| Naam               | Stad/gemeente/district | Deelstaat                 | Oppervlakte in km² |
| ------------------ | ---------------------- | ------------------------- | ------------------ |
| Venekotensee       |                        | Noordrijn-Westfalen       |                    |
| Versesee           | Lüdenscheid            | Noordrijn-Westfalen       | 1,83               |
| Vielbecker See     | Grevesmühlen           | Mecklenburg-Voor-Pommeren |                    |
| Villesee           | Erftstadt, Hürth       | Noordrijn-Westfalen       |                    |
| Vilstalsee         | Marklkofen             | Beieren                   | 0,98               |
| Vilzsee            | Mirow                  | Mecklenburg-Voor-Pommeren |                    |
| Visselseen         | Visselhövede           | Nedersaksen               |                    |
| Vogelvennteich     | Haltern am See         | Noordrijn-Westfalen       |                    |
| Vogelsberger Seen  | Vogelsbergkreis        | Hessen                    |                    |
| Vorbecker See      | Gneven                 | Mecklenburg-Voor-Pommeren |                    |
| Vorderer Kargowsee | Jabel                  | Mecklenburg-Voor-Pommeren |                    |

### W
| Naam                  | Stad/gemeente/district                      | Deelstaat                 | Oppervlakte in km² |
| --------------------- | ------------------------------------------- | ------------------------- | ------------------ |
| Waginger See          | Traunstein                                  | Beieren                   | 9                  |
| Wahnbachtalsperre     | Hennef, Neunkirchen-Seelscheid, Siegburg    | Noordrijn-Westfalen       |                    |
| Wakuhlsee             | Kargow                                      | Mecklenburg-Voor-Pommeren |                    |
| Walchensee            | Bad Tölz-Wolfratshausen                     | Beieren                   | 16,4               |
| Waldmattensee         | Lahr                                        | Baden-Württemberg         |                    |
| Waldsee               | Berlijn                                     | Berlijn                   |                    |
| Waldsee               | Dormagen                                    | Noordrijn-Westfalen       |                    |
| Waldsee               | Hürth                                       | Noordrijn-Westfalen       |                    |
| Waldsee               | Leverkusen                                  | Noordrijn-Westfalen       |                    |
| Waldsee               | Ratingen                                    | Noordrijn-Westfalen       |                    |
| Waldsee               | Selters                                     | Rijnland-Palts            |                    |
| Waldsee               | Willstätt                                   | Baden-Württemberg         |                    |
| Wambachsee            | Duisburg                                    | Noordrijn-Westfalen       |                    |
| Wandlitzer See        | Wandlitz                                    | Brandenburg               |                    |
| Großer Wannsee        | Berlijn                                     | Berlijn                   | 2,7                |
| Kleiner Wannsee       | Berlijn                                     | Berlijn                   |                    |
| Wanzkaer See          | bij Neustrelitz                             | Mecklenburg-Voor-Pommeren | 2,03               |
| Wardersee             | Krems II, Kreis Segeberg                    | Sleeswijk-Holstein        | 3,57               |
| Wardersee             | Nortorf, Kreis Rendsburg-Eckernförde        | Sleeswijk-Holstein        | 0,50               |
| Warinsee              | Lalendorf                                   | Mecklenburg-Voor-Pommeren |                    |
| Warnker See           | Kargow                                      | Mecklenburg-Voor-Pommeren |                    |
| Wehebachtalsperre     | Langerwehe                                  | Noordrijn-Westfalen       | 1,7                |
| Weikensee             | Hamminkeln                                  | Noordrijn-Westfalen       |                    |
| Weinfelder Maar       | Daun                                        | Rijnland-Palts            | 0,168              |
| Weisiner See          | Passow                                      | Mecklenburg-Voor-Pommeren |                    |
| Weißensee             | Füssen                                      | Beieren                   | 1,35               |
| Weißenstädter See     | Wunsiedel                                   | Beieren                   | 0,48               |
| Weißer See            | Blankenberg                                 | Mecklenburg-Voor-Pommeren |                    |
| Weißer See            | Berlijn                                     | Berlijn                   | 0,083              |
| Weißer See            | Duisburg                                    | Noordrijn-Westfalen       |                    |
| Weißer See            | Märkische Schweiz                           | Brandenburg               |                    |
| Weißer See            | Potsdam                                     | Brandenburg               | 0,26               |
| Wendsee               | Brandenburg an der Havel                    | Brandenburg               |                    |
| Wenschsee             | Roggentin                                   | Mecklenburg-Voor-Pommeren |                    |
| Werbellinsee          | Landkreis Barnim                            | Brandenburg               | 7,65               |
| Werbellinsee          | Ostprignitz-Ruppin                          | Brandenburg               | 0,4                |
| Werdersee             | Bremen                                      | Bremen                    | 0,37               |
| Werlsee               | Grünheide                                   | Brandenburg               | 0,60               |
| Wernsdorfer See       | Landkreis Dahme-Spreewald                   | Brandenburg               |                    |
| Weßlinger See         | Starnberg                                   | Beieren                   | 0,17               |
| Westensee             | Kiel, Rendsburg                             | Sleeswijk-Holstein        | 7,2                |
| Westerwälder Seen     | Dierdorf, Hachenburg, Montabaur, Westerburg | Rijnland-Palts            |                    |
| Wiehltalsperre        | Reichshof                                   | Noordrijn-Westfalen       | 2,2                |
| Wiesbüttsee           | Aschaffenburg                               | Beieren                   |                    |
| Wiesensee             |                                             | Rijnland-Palts            |                    |
| Wildförstersee        | Duisburg                                    | Noordrijn-Westfalen       |                    |
| Wildsee               | Achern                                      | Baden-Württemberg         |                    |
| Wildsee               | Wildbad                                     | Baden-Württemberg         | 0,023              |
| Windgfällweiher       |                                             | Baden-Württemberg         |                    |
| Windmühlenbruch       | Nettetal                                    | Noordrijn-Westfalen       | 0,06               |
| Windsborner Kratersee | Manderscheid                                | Rijnland-Palts            |                    |
| Wippinger Kalk        | Dörpen                                      | Nedersaksen               |                    |
| Wittensee             | Eckernförde, Rendsburg, Schleswig           | Sleeswijk-Holstein        | 10,12              |
| De-Witt-See: zie "D"  |                                             |                           |                    |
| Wittsee               | Kratzeburg                                  | Mecklenburg-Voor-Pommeren |                    |
| Woblitzsee            | Userin                                      | Mecklenburg-Voor-Pommeren | 5,1                |
| Wockersee             | Parchim                                     | Mecklenburg-Voor-Pommeren | 0,60               |
| Woezer See            | Wittendörp-Döbbersen                        | Mecklenburg-Voor-Pommeren | 0,57               |
| Wöhrder See           | Neurenberg                                  | Beieren                   | 0,4                |
| Wörthsee              | Starnberg                                   | Beieren                   | 4,34               |
| Woldsee               | Bad Zwischenahn                             | Nedersaksen               |                    |
| Wolfsee               |                                             | Brandenburg               |                    |
| Wolfsee               | Wachtendonk                                 | Noordrijn-Westfalen       |                    |
| Wolfssee              | Duisburg                                    | Noordrijn-Westfalen       |                    |
| Wolgastsee            | auf Usedom                                  | Mecklenburg-Voor-Pommeren | 0,47               |
| Wolletzsee            | Angermünde                                  | Brandenburg               | 3,10               |
| Wolzigse See          | Zossen                                      | Brandenburg               |                    |
| Wolziger See          | Friedersdorf                                | Brandenburg               | 5,55               |
| Wopacksee             | Waren                                       | Mecklenburg-Voor-Pommeren |                    |
| Woseriner See         | Borkow                                      | Mecklenburg-Voor-Pommeren | 2,17               |
| Woterfitzsee          | Rechlin                                     | Mecklenburg-Voor-Pommeren | 2,90               |
| Wublitz               | Potsdam                                     | Brandenburg               |                    |
| Wuhlesee              | Berlijn                                     | Berlijn                   | 0,06               |
| Wupatzsee             | Erkner                                      | Brandenburg               |                    |
| Wuppertalsperre       | Hückeswagen, Radevormwald, Remscheid        | Noordrijn-Westfalen       | 2,25               |
| Wusterwitzer See      | Wusterwitz                                  | Brandenburg               |                    |

### X
| Naam             | Stad/gemeente/district | Deelstaat           | Oppervlakte in km² |
| ---------------- | ---------------------- | ------------------- | ------------------ |
| Xantener Nordsee | Xanten                 | Noordrijn-Westfalen | 1,1                |
| Xantener Südsee  | Xanten                 | Noordrijn-Westfalen | 1,1                |

### Z
| Naam                     | Stad/gemeente/district | Deelstaat                 | Oppervlakte in km² |
| ------------------------ | ---------------------- | ------------------------- | ------------------ |
| Zahrener See             | Gallin-Kuppentin       | Mecklenburg-Voor-Pommeren |                    |
| Zahrensee                | Wokuhl-Dabelow         | Mecklenburg-Voor-Pommeren |                    |
| Zeesener See             | Unteres Dahmeland      | Brandenburg               |                    |
| Zeller See               | Radolfzell             | Baden-Württemberg         |                    |
| Zepernicksee             | Falkenberg             | Brandenburg               |                    |
| Zernowsee                |                        | Brandenburg               |                    |
| Zernsdorfer See          | Königs Wusterhausen    | Brandenburg               |                    |
| Zethener See             | Schwarz                | Mecklenburg-Voor-Pommeren |                    |
| Zeuthener See            | Berlijn                | Brandenburg, Berlijn      | 2,99               |
| Ziegeleisee              | Berlijn                | Berlijn                   | 0,047              |
| Ziegelsee                | Schwerin               | Mecklenburg-Voor-Pommeren | 3,00               |
| Zierker See              | Neustrelitz            | Mecklenburg-Voor-Pommeren | 3,47               |
| Ziernsee                 | Wesenberg              | Mecklenburg-Voor-Pommeren |                    |
| Zierzsee                 | Roggentin              | Mecklenburg-Voor-Pommeren |                    |
| Zieselsmaar              | Erftstadt              | Noordrijn-Westfalen       |                    |
| Ziestsee                 | Heidesee-Bindow        | Brandenburg               |                    |
| Ziestsee                 | Friedersdorf           | Brandenburg               |                    |
| Zillmannsee              | Kargow                 | Mecklenburg-Voor-Pommeren |                    |
| Zotzen                   | Mirow                  | Mecklenburg-Voor-Pommeren |                    |
| Zotzensee                | Kratzeburg             | Mecklenburg-Voor-Pommeren |                    |
| Zülowseen                | Rangsdorf              | Brandenburg               |                    |
| Zülpicher Wassersportsee | Zülpich                | Noordrijn-Westfalen       | 0,85               |
| Zwillingssee             | Brühl                  | Noordrijn-Westfalen       |                    |
| Zwischenahner Meer       | Ammerland              | Nedersaksen               | 5,5                |